# Zieste
Zieste (Stachys) sind eine Pflanzengattung in der Familie der Lippenblütler (Lamiaceae). Die etwa 300 Arten sind fast weltweit verbreitet.

## Beschreibung

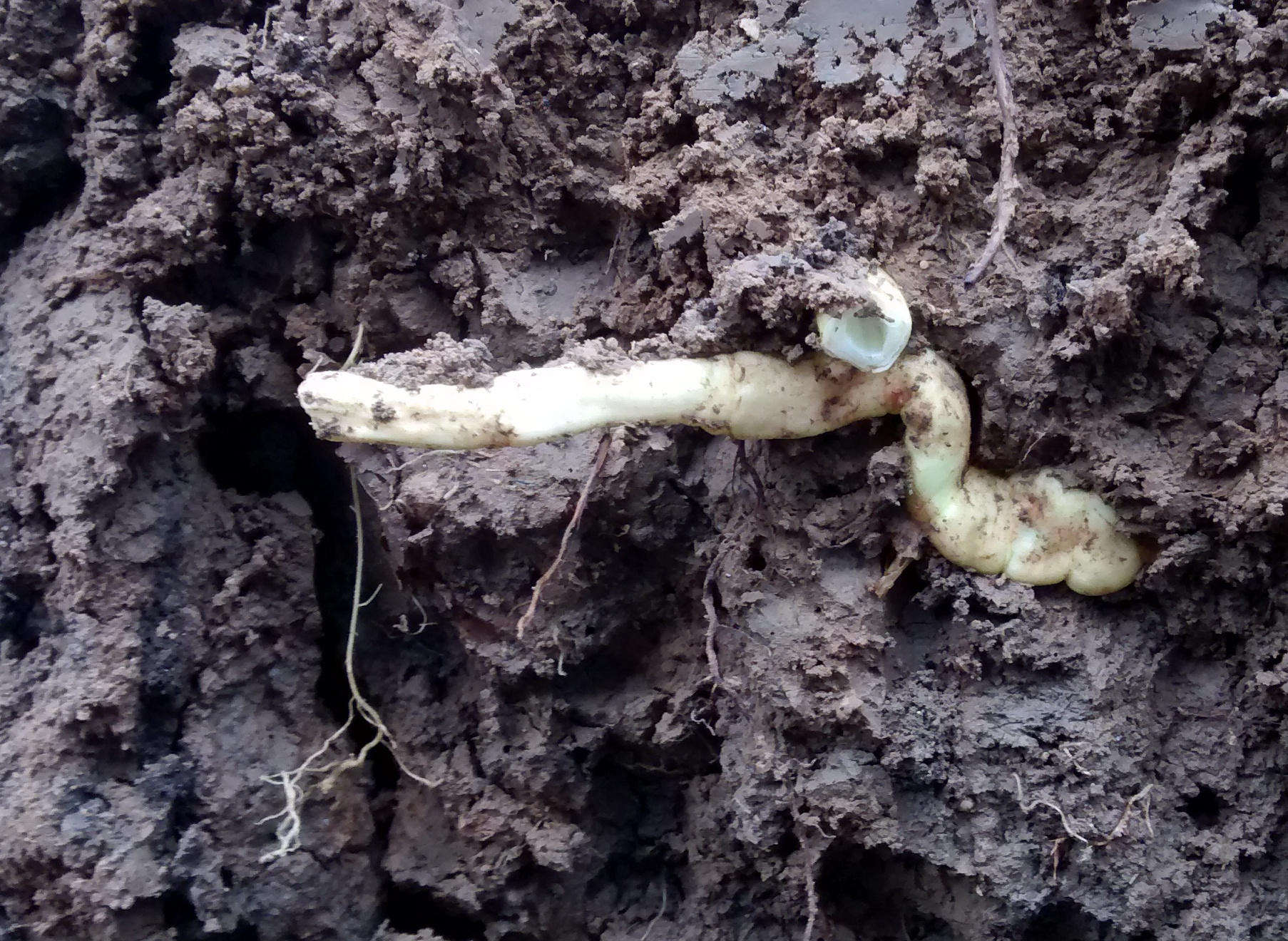
Rhizome einer Ziest-Art – sogenannte „Ziestwurzeln“

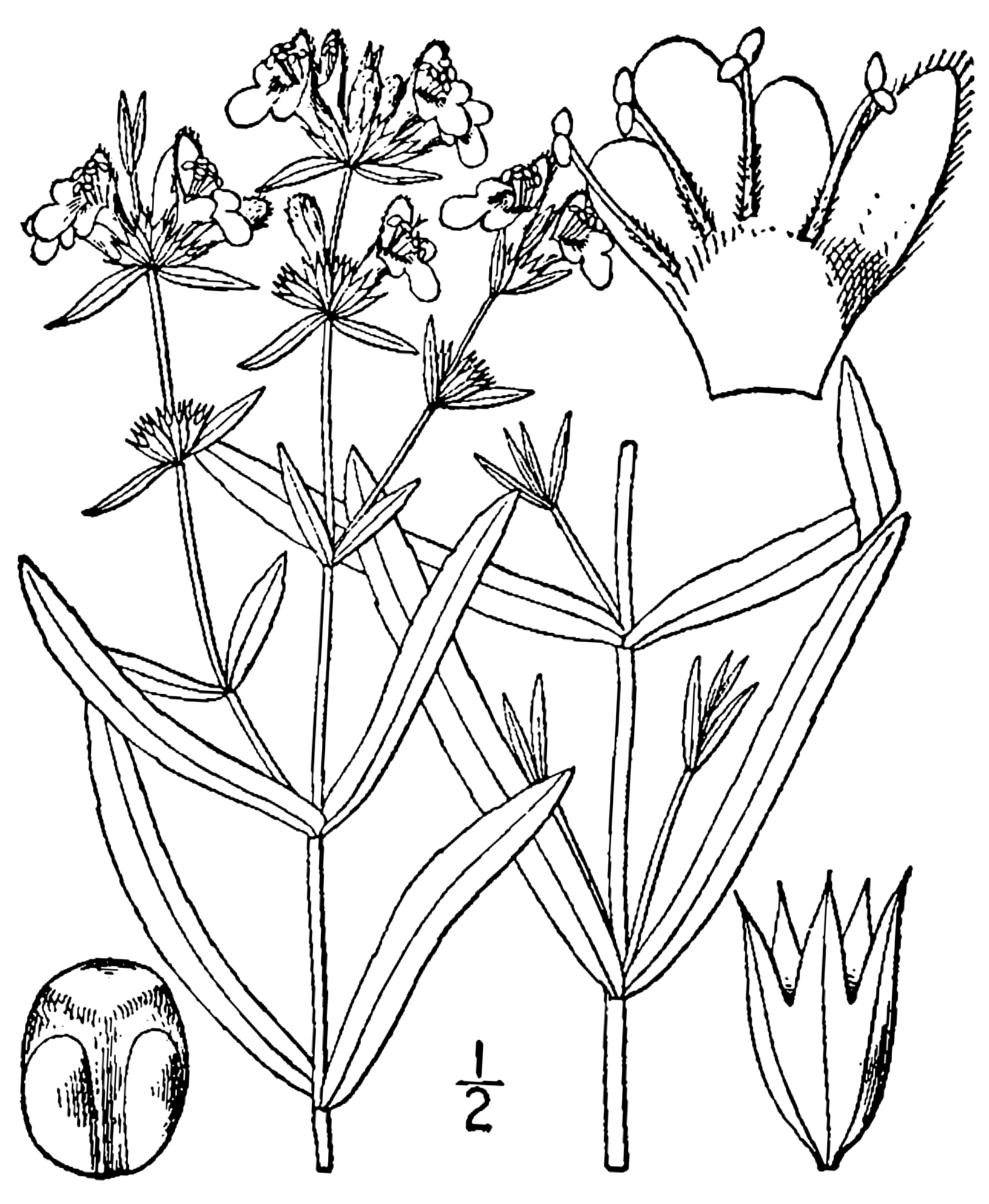
Illustration von Stachys hyssopifolia

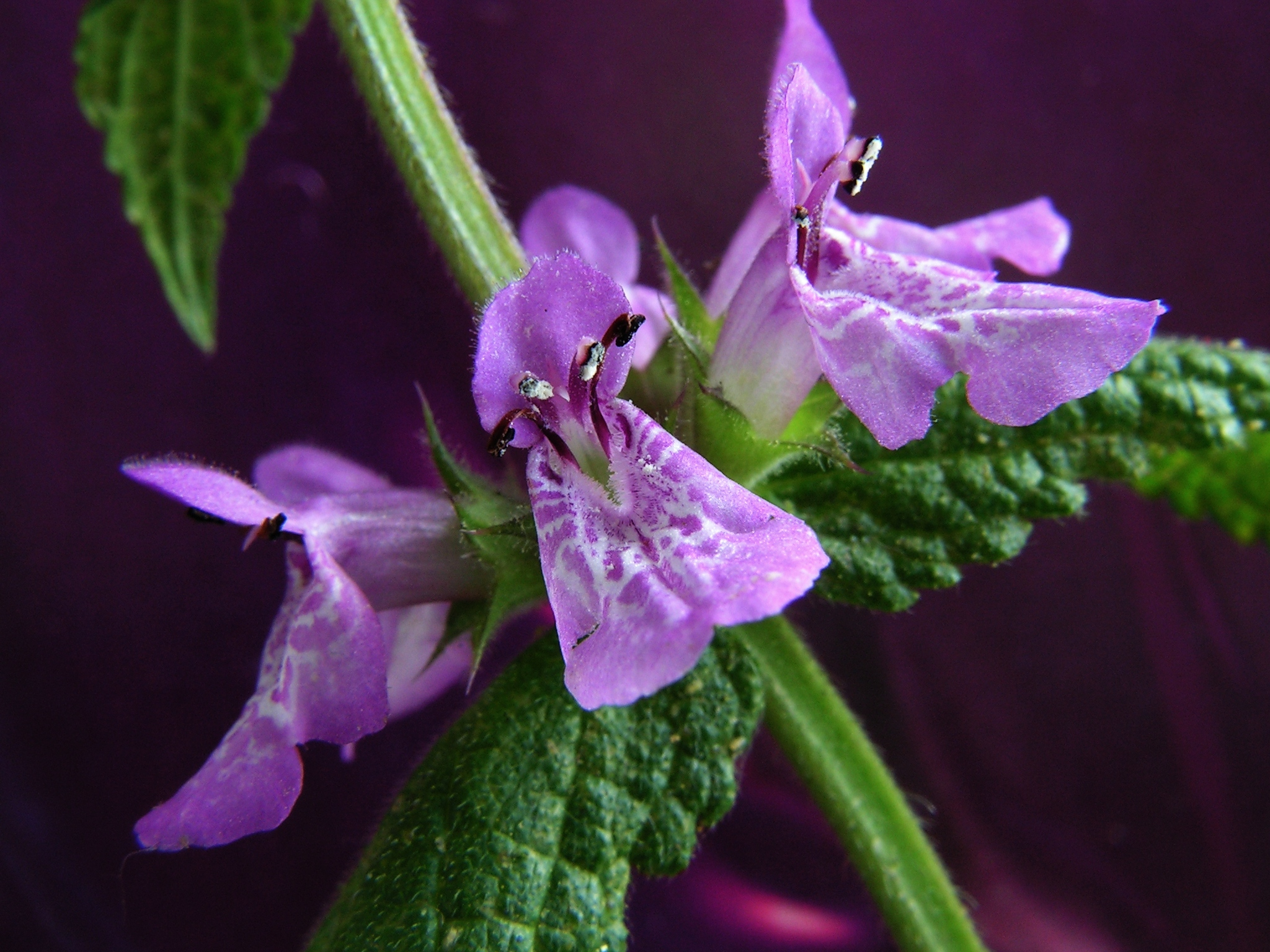
Zygomorphe Blüten im Detail des Sumpf-Ziest (Stachys palustris)

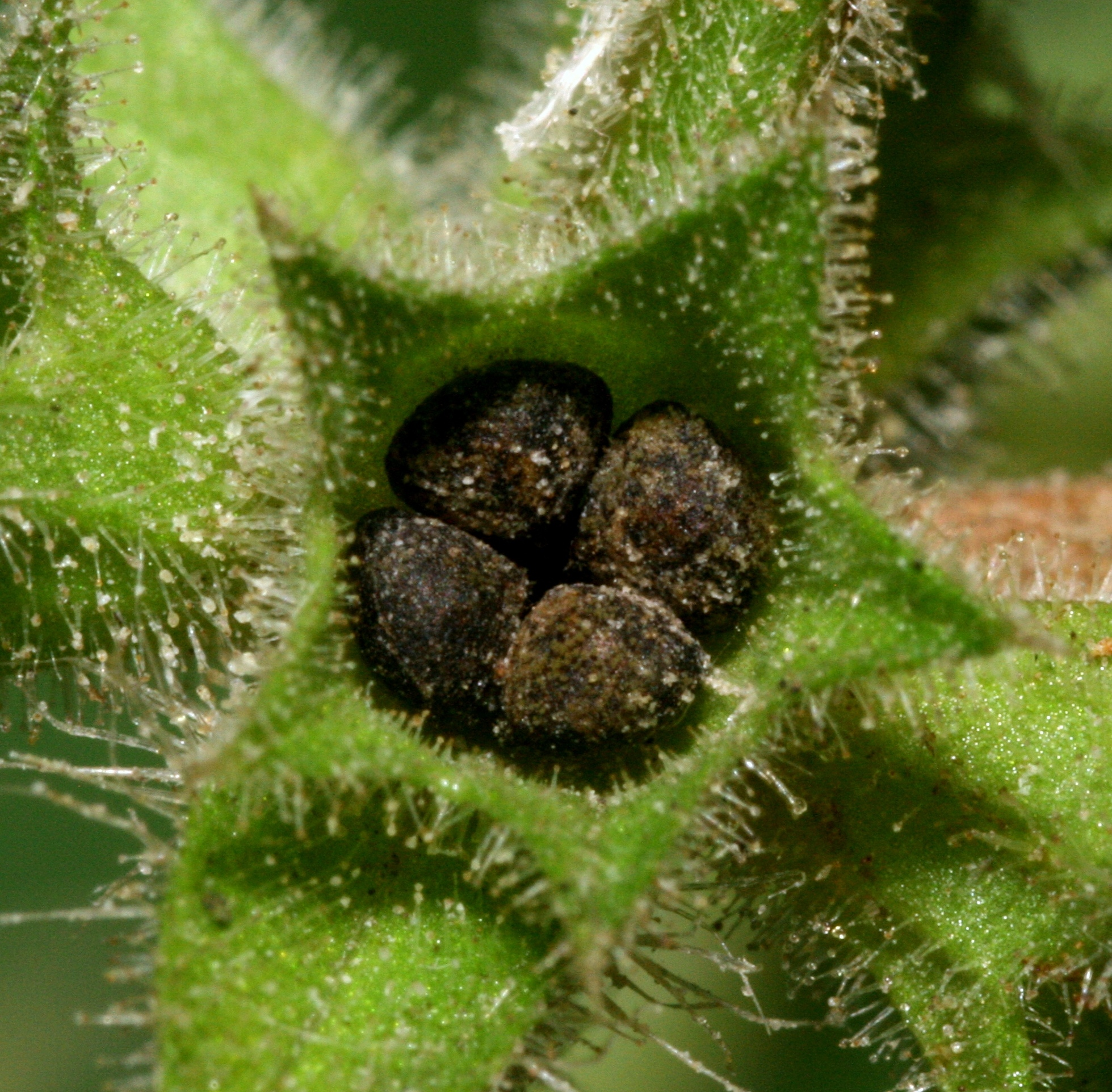
Klausenfrucht des Wald-Ziest (Stachys sylvatica)

### Vegetative Merkmale
Stachys-Arten sind meist aufrechte, einjährige oder ausdauernde krautige Pflanzen, selten auch Halbsträucher oder kleine Sträucher. Manchmal werden Rhizome als Überdauerungsorgane gebildet. Die Laubblätter sind gegenständig angeordnet. Die Blattspreiten sind einfach.

### Generative Merkmale
In dichten Scheinquirlen, die in den Achseln von hochblattartigen Laubblattpaaren stehen, sind die Blüten angeordnet. Der Blütenstand ist jedoch nicht besonders vom belaubten Stängel abgesetzt. Die Blütenstiele sind kurz bis kaum erkennbar.
Es handelt sich um typische Blüten der Lippenblütler. Die zwittrigen Blüten sind zygomorph und fünfzählig mit doppelter Blütenhülle (Perianth). Die fünf grünen Kelchblätter sind röhrig bis glockenförmig verwachsen. Die Farbe der Blütenkronblätter ist je nach Art rötlich, rosafarben, gelb oder weiß. Die fünf Kronblätter sind verwachsen. Die Kronröhre ist zylindrisch. Ober- und Unterlippe sind stets vorhanden. Die Oberlippe ist mehr oder weniger flach, jedenfalls nicht stark ausgehöhlt. Die dreilappige Unterlippe ist länger als die Oberlippe. Die vier Staubblätter ragen aus der Kronröhre heraus, überragen jedoch nicht die Oberlippe. Das einzige abweichende Blütenmerkmal ist, dass die Staubblätter, zumindest die beiden äußeren, spätestens gegen Ende der Blütezeit gedreht und nach außen gebogen sind.
Die Klausenfrucht zerfällt in vier Klausen. Die dreikantigen Klausen sind eiförmig bis länglich.

## Systematik und Verbreitung

### Etymologie
Der deutsche Name Ziest ist ein märkisches Lehnwort aus dem Sorbischen. Die mit š anlautende Urform entstammt genauer direkt dem obersorbischen čisćik. Der ts-Anlaut wurde durch den im Mittelmärkischen üblichen Wandel des (t)š in ts bei Lehnwörtern aus dem Sorbischen geformt. Dieser Wandel findet sich auch im niedersorbischen cysć, sowie im tschechischen čistek, im polnischen czyściec und russischen Чистец. Der Wissenschaftliche Name hingegen, altgriechisch στάχυς stáchys, deutsch ‚Ähre‘, leitet sich aus dem Indogermanischen *stengh- oder *stngh- (= stechen) ab, aus dieser Wurzel entstammt auch lateinisch spica ‚Ähre‘. Der Name bezieht sich auf die Scheinähren, die die Gattung ausbildet.

### Taxonomie
Der Gattungsname Stachys wurde 1753 durch Carl von Linné in Species Plantarum erstveröffentlicht. Typusart ist Stachys sylvatica. Synonyme für Stachys L. sind: Aspasia E.Mey. ex Pfeiff., Bonamya Neck., Eriostemum Steud., Eriostomum Hoffmanns. & Link, Galeopsis Hill nom. illeg. und Galeopsis Moench nom. illeg. non Galeopsis L., Lamiostachys Krestovsk., Menitskia (Krestovsk.) Krestovsk., Ortostachys Fourr., Stachyus St.-Lag., Tetrahitum Hoffmanns. & Link, Trixago Haller, Trixella Fourr., Zietenia Gled., Olisia Spach.

### Phylogenese
Die Arten der Betonien (Betonica) werden von manchen Autoren als Teil der Gattung der Zieste (Stachys) behandelt, beispielsweise in der Flora Europaea. Mit molekularbiologische Untersuchungen haben Scheen et al. 2010 gezeigt, dass die Betonica nur entfernt mit Stachys verwandt sind und nicht einmal in dieselbe Tribus Stachydeae gehören. Diese Studien haben auch ergeben, dass die Gattung Stachys in der  Umgrenzung von Salmaki et al. 2013 nicht monophyletisch ist.

### Arten und ihre Verbreitung

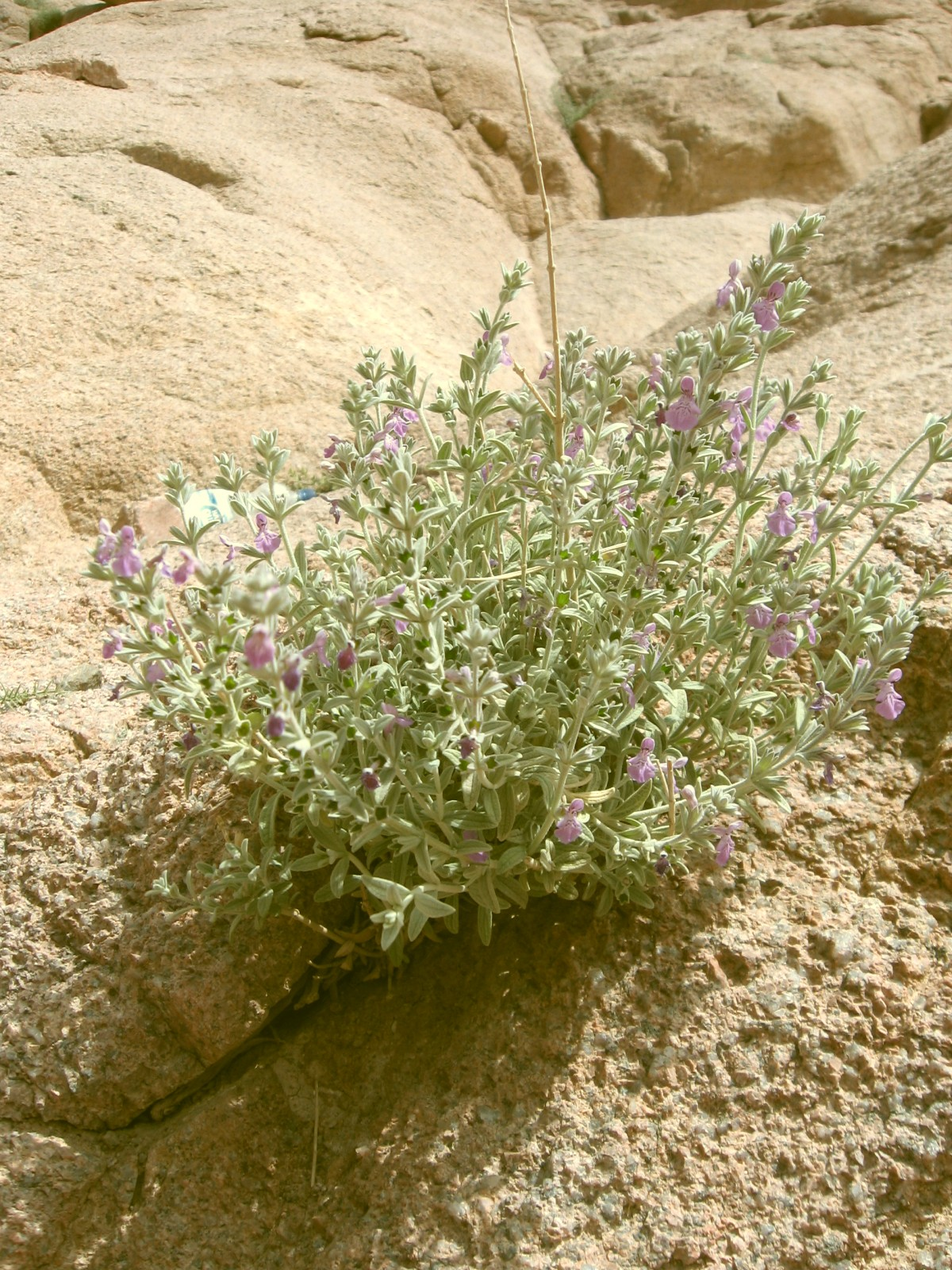
Habitus von Stachys aegyptiaca

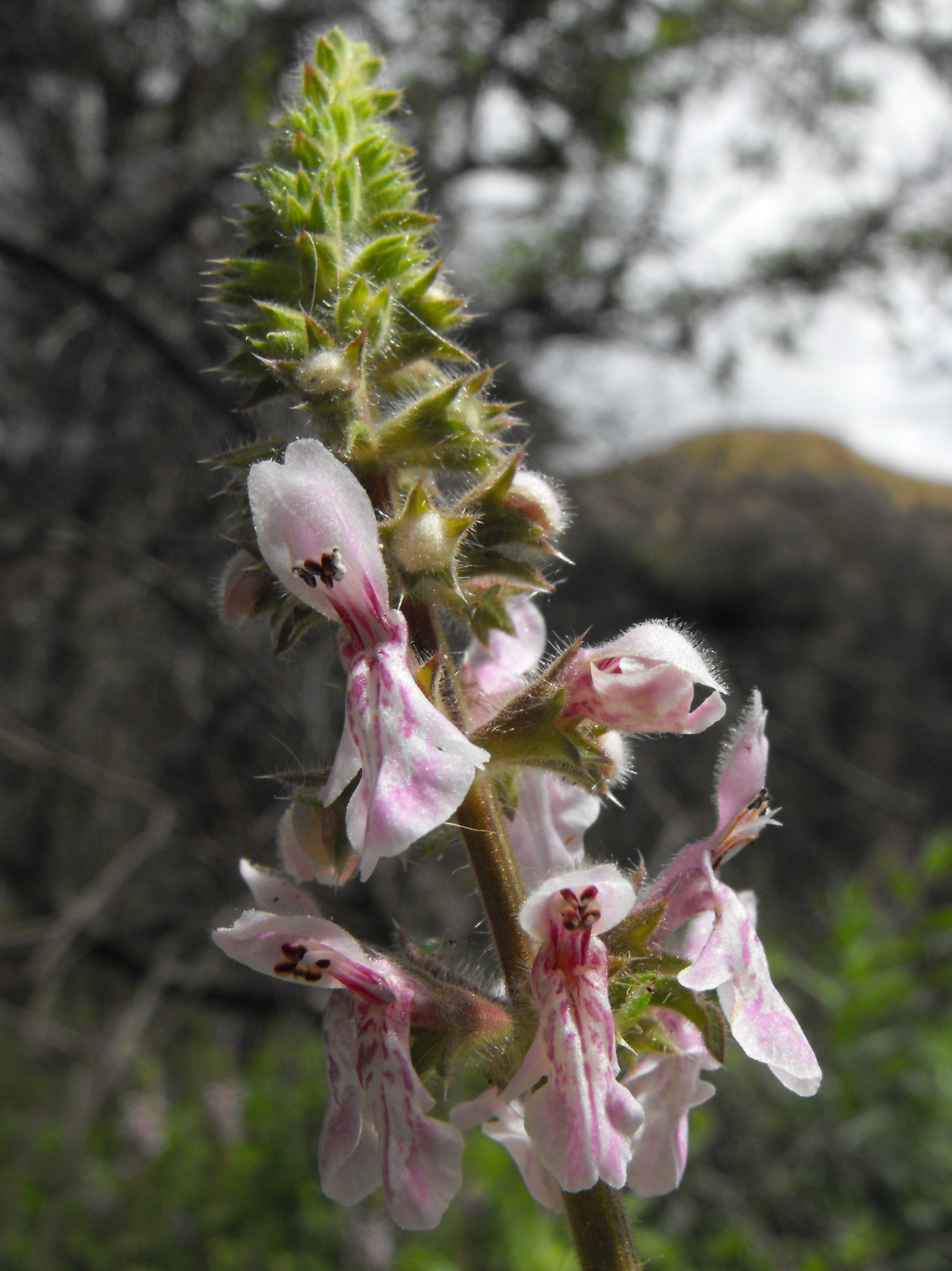
Stachys ajugoides

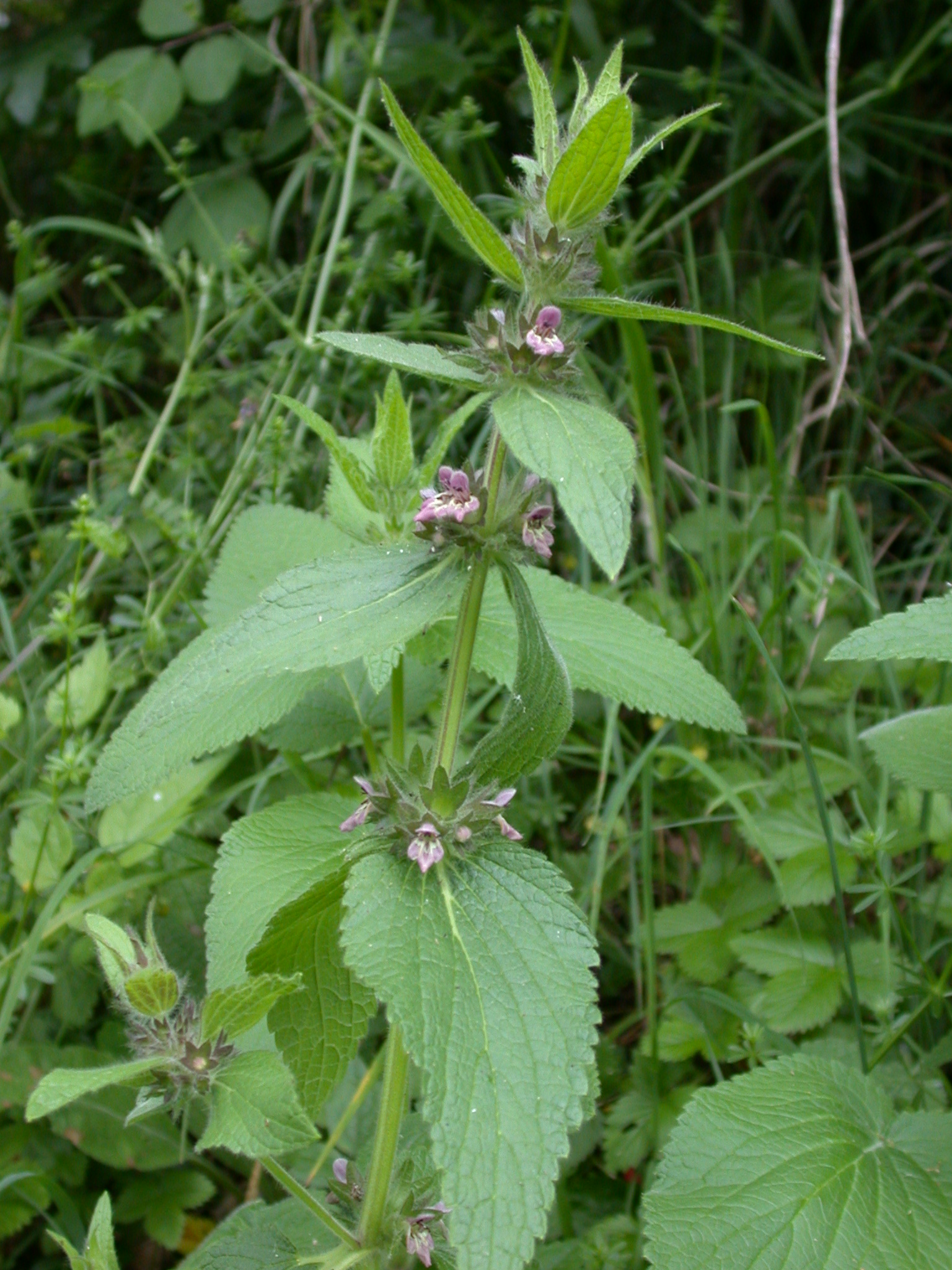
Alpen-Ziest (Stachys alpina)

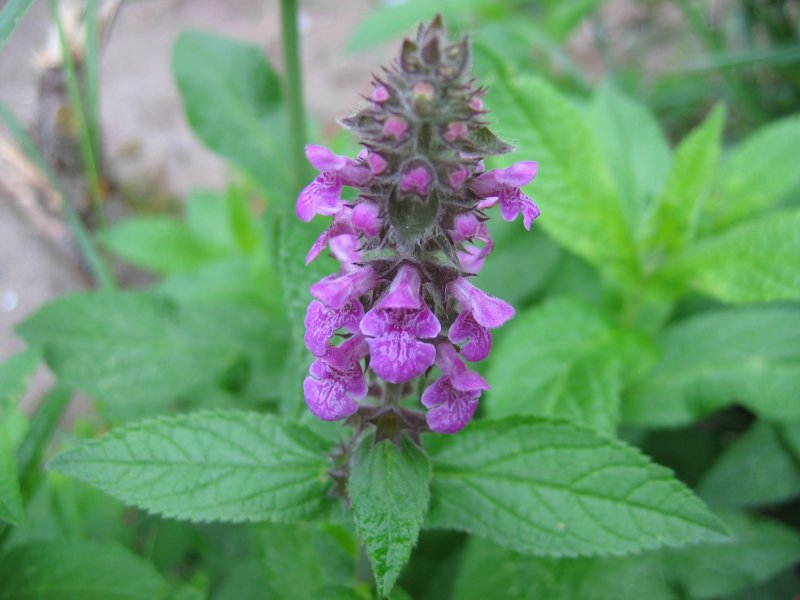
Stachys ×ambigua

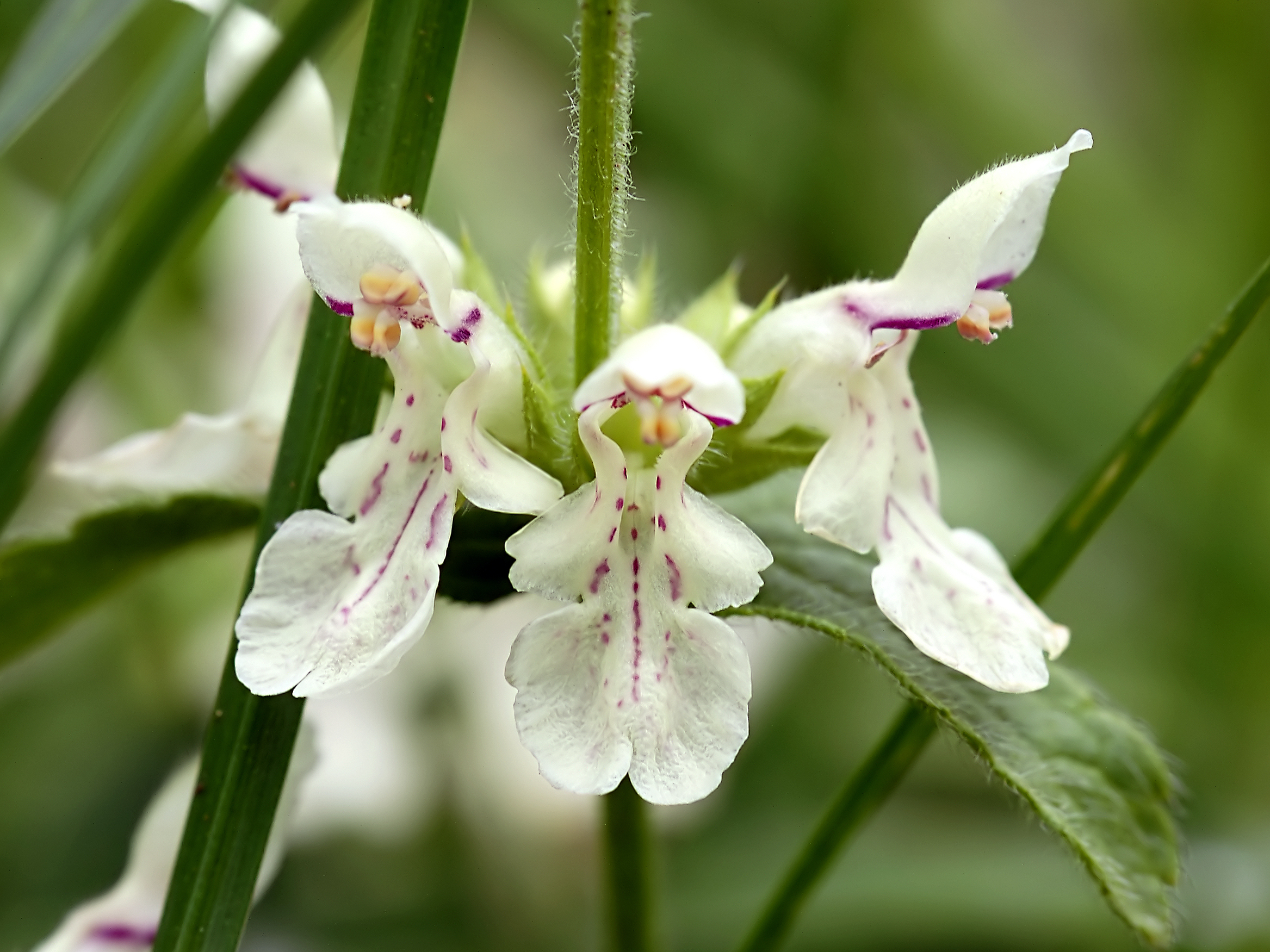
Scheinquirl mit zygomorphen Blüten im Detail des Einjährigen Ziest (Stachys annua)

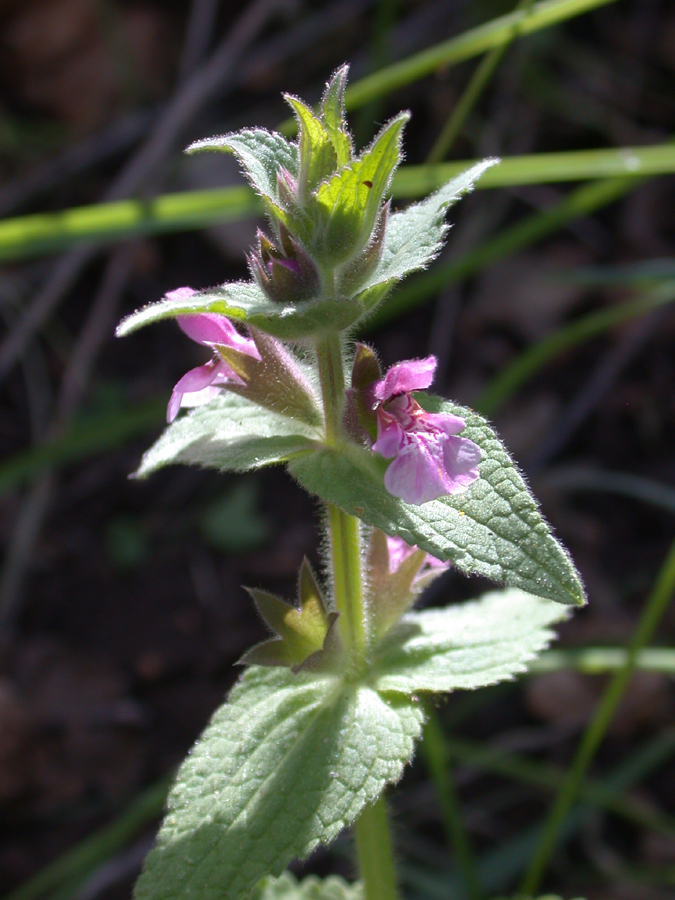
Stachys arabica

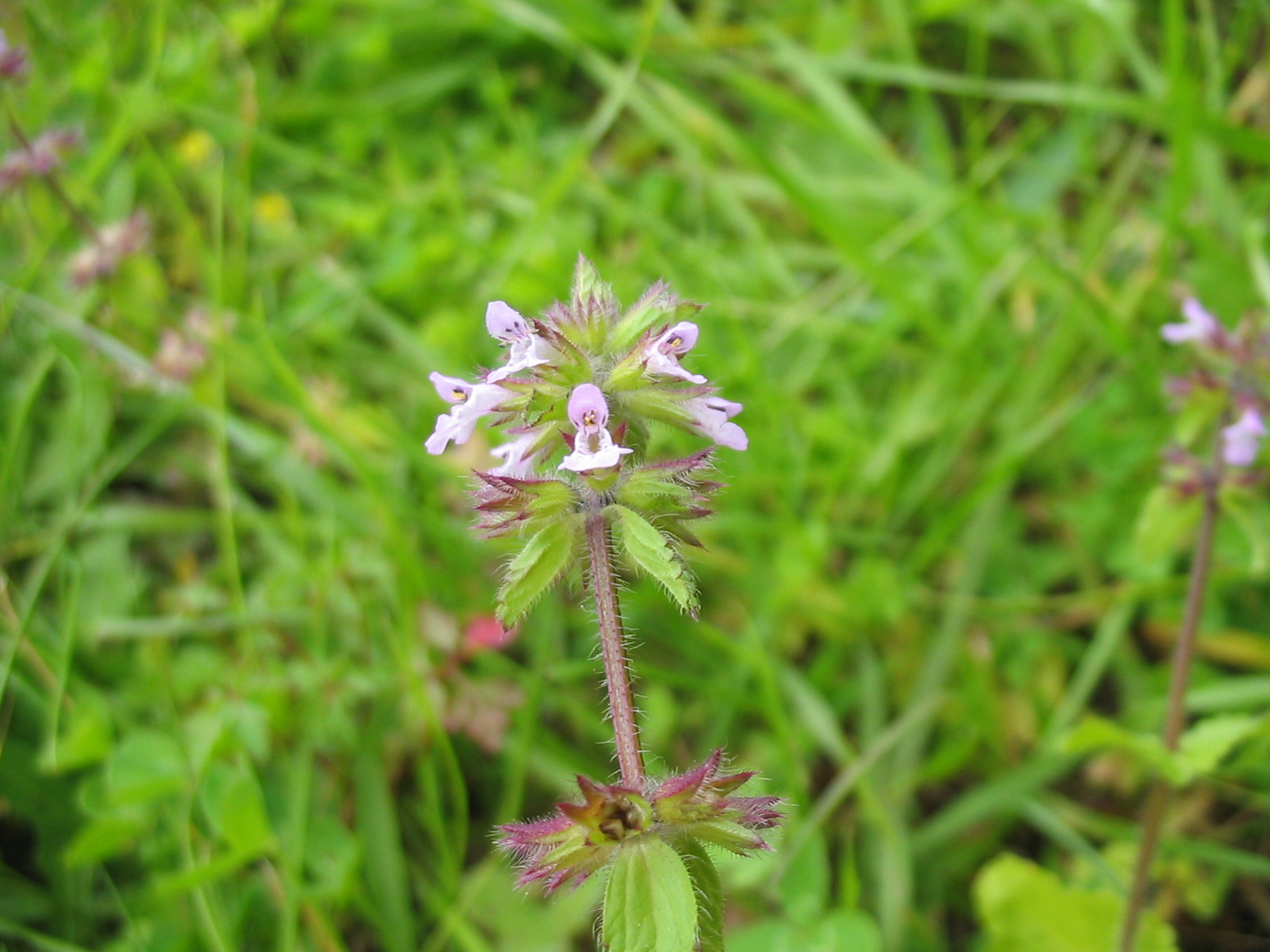
Acker-Ziest (Stachys arvensis)

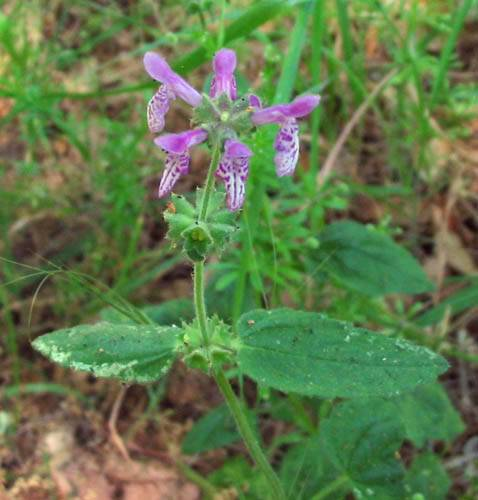
Blasen-Ziest (Stachys bullata)

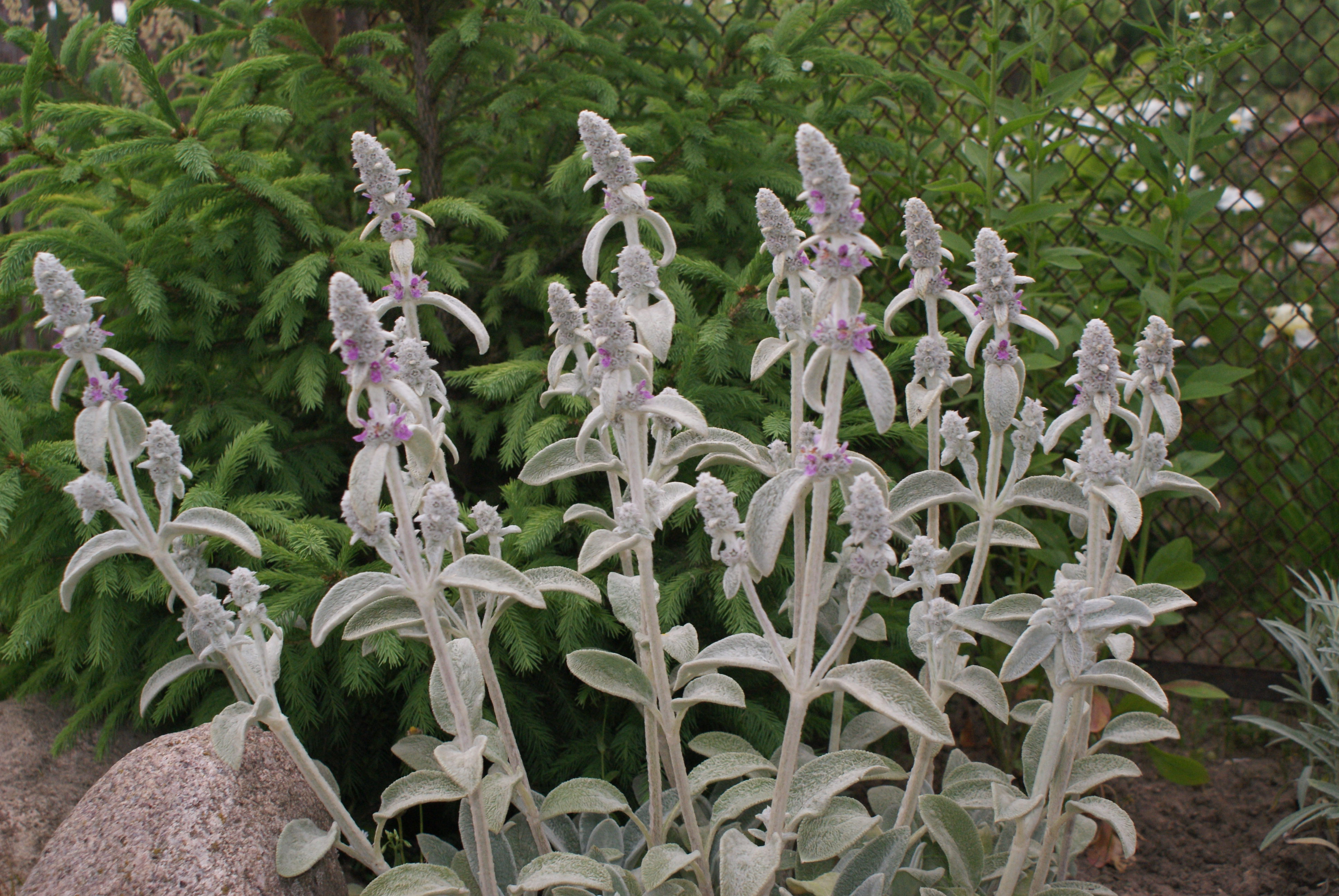
Woll-Ziest (Stachys byzantina)

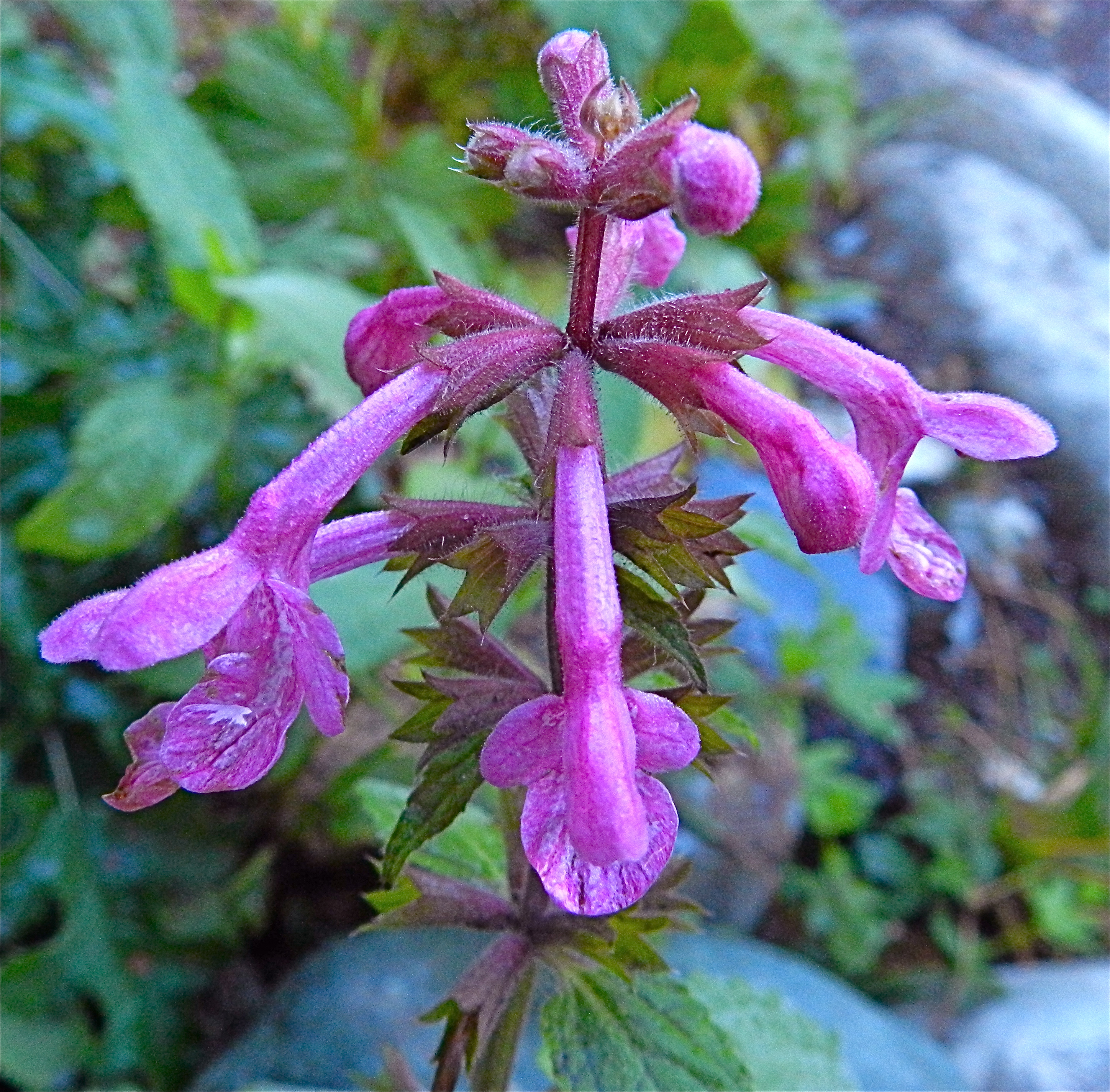
Stachys chamissonis var. cooleyae

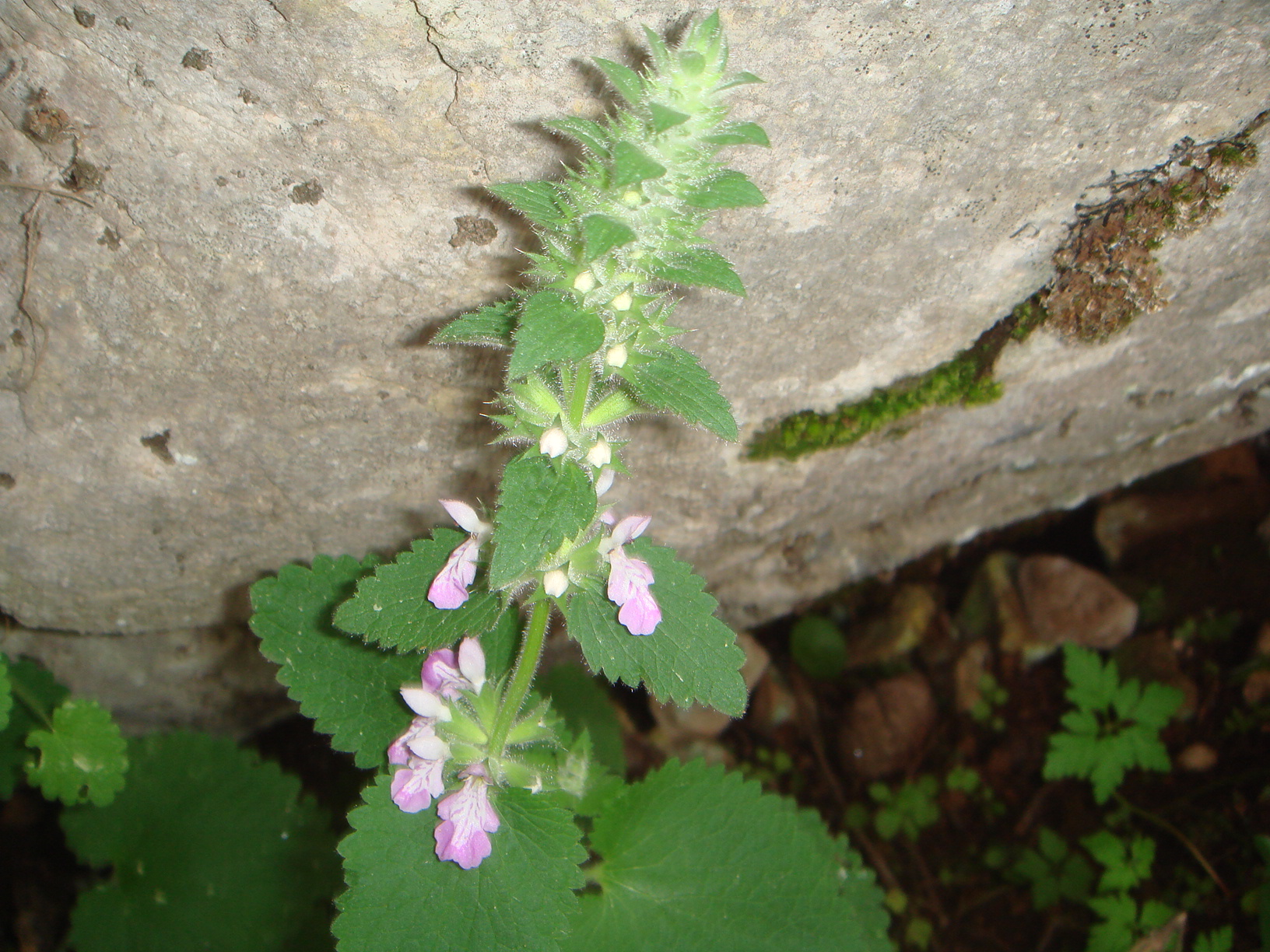
Stachys circinata

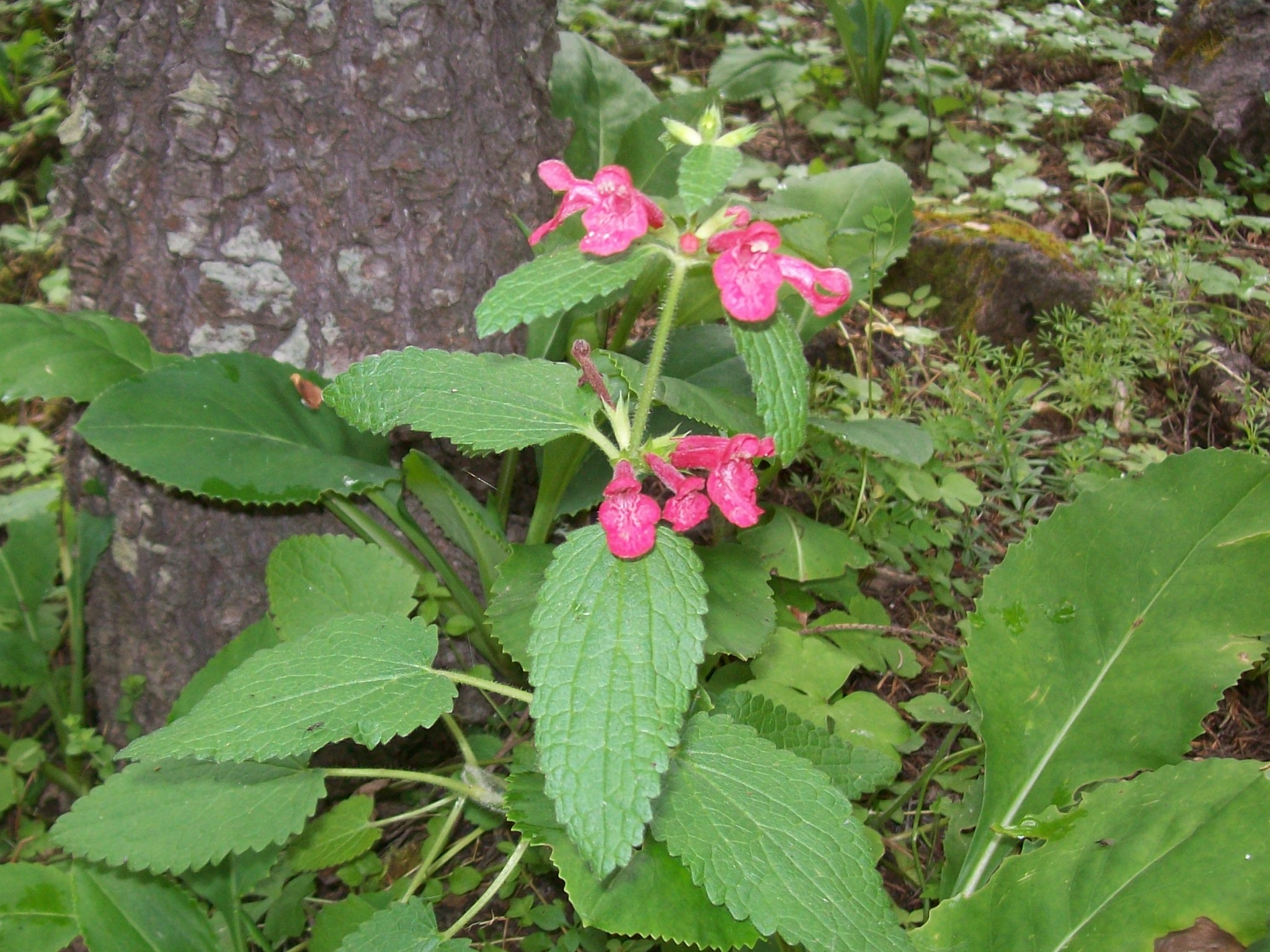
Scharlach-Ziest (Stachys coccinea)

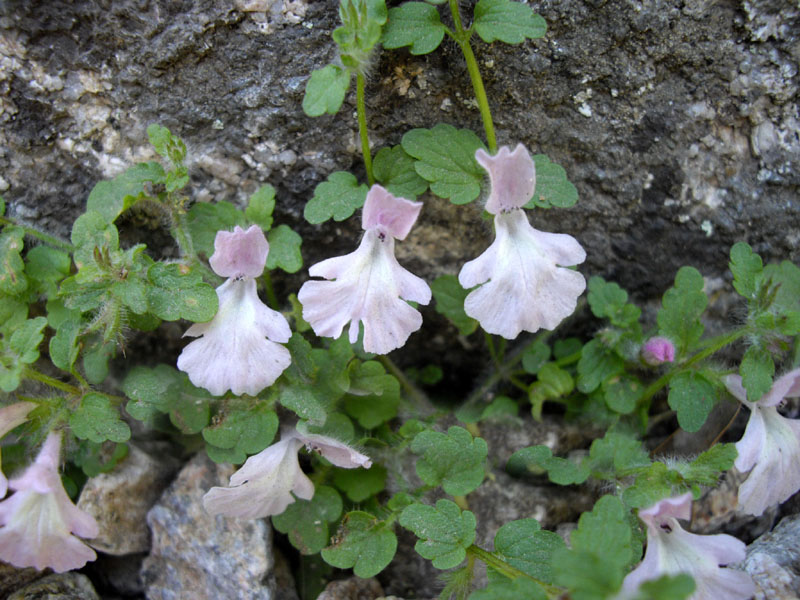
Korsischer Ziest (Stachys corsica)

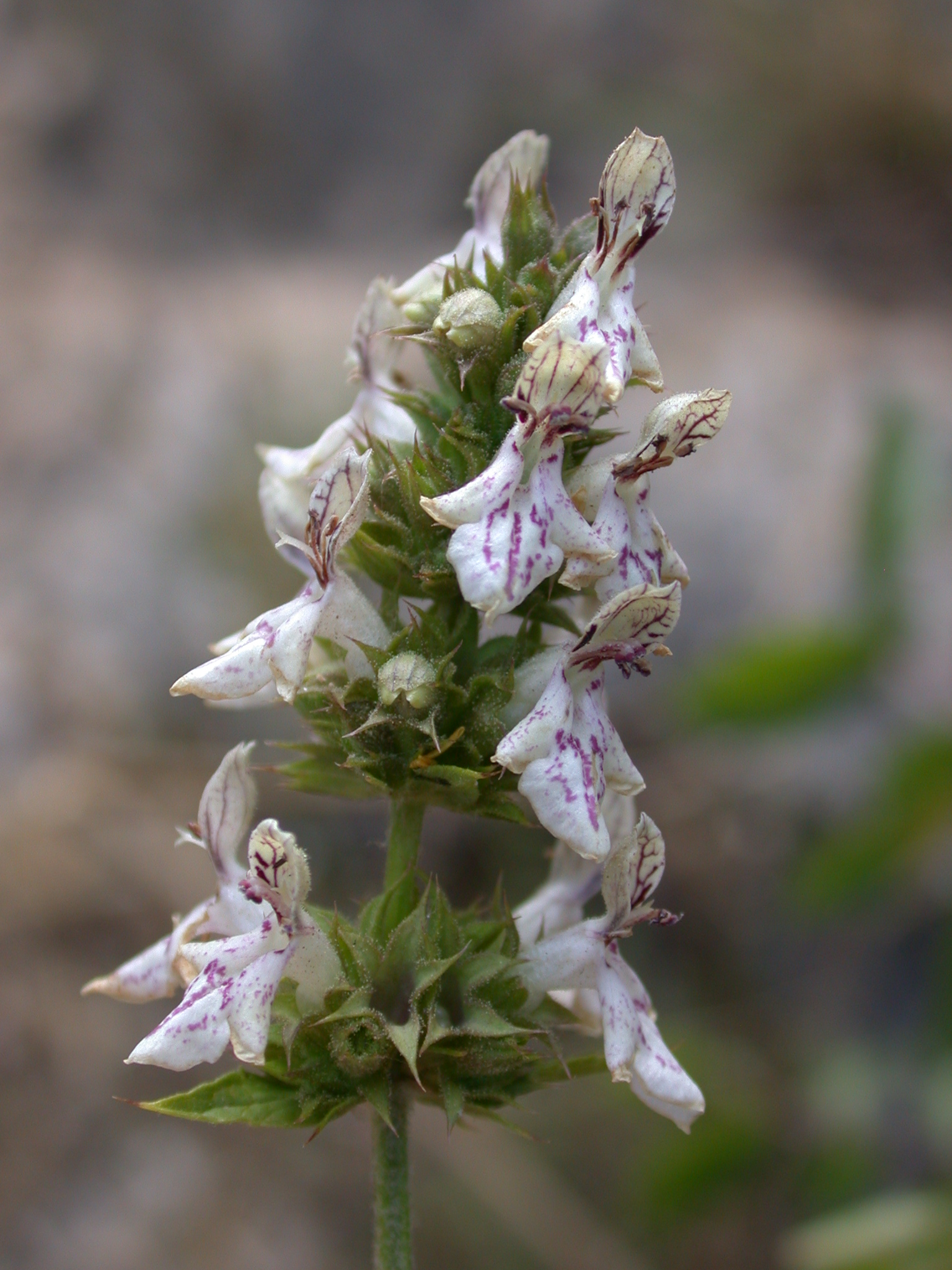
Stachys distans

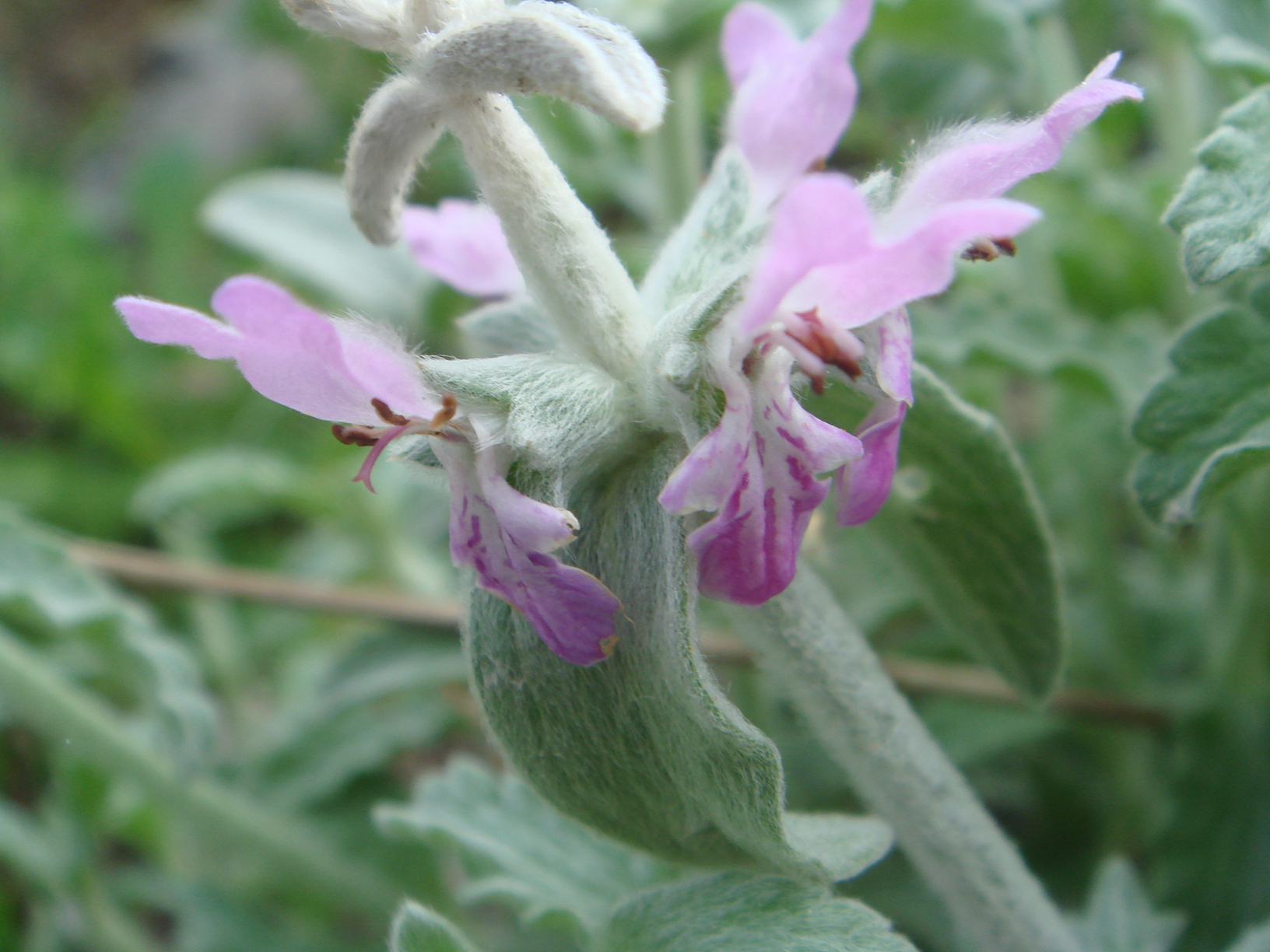
Stachys fontqueri

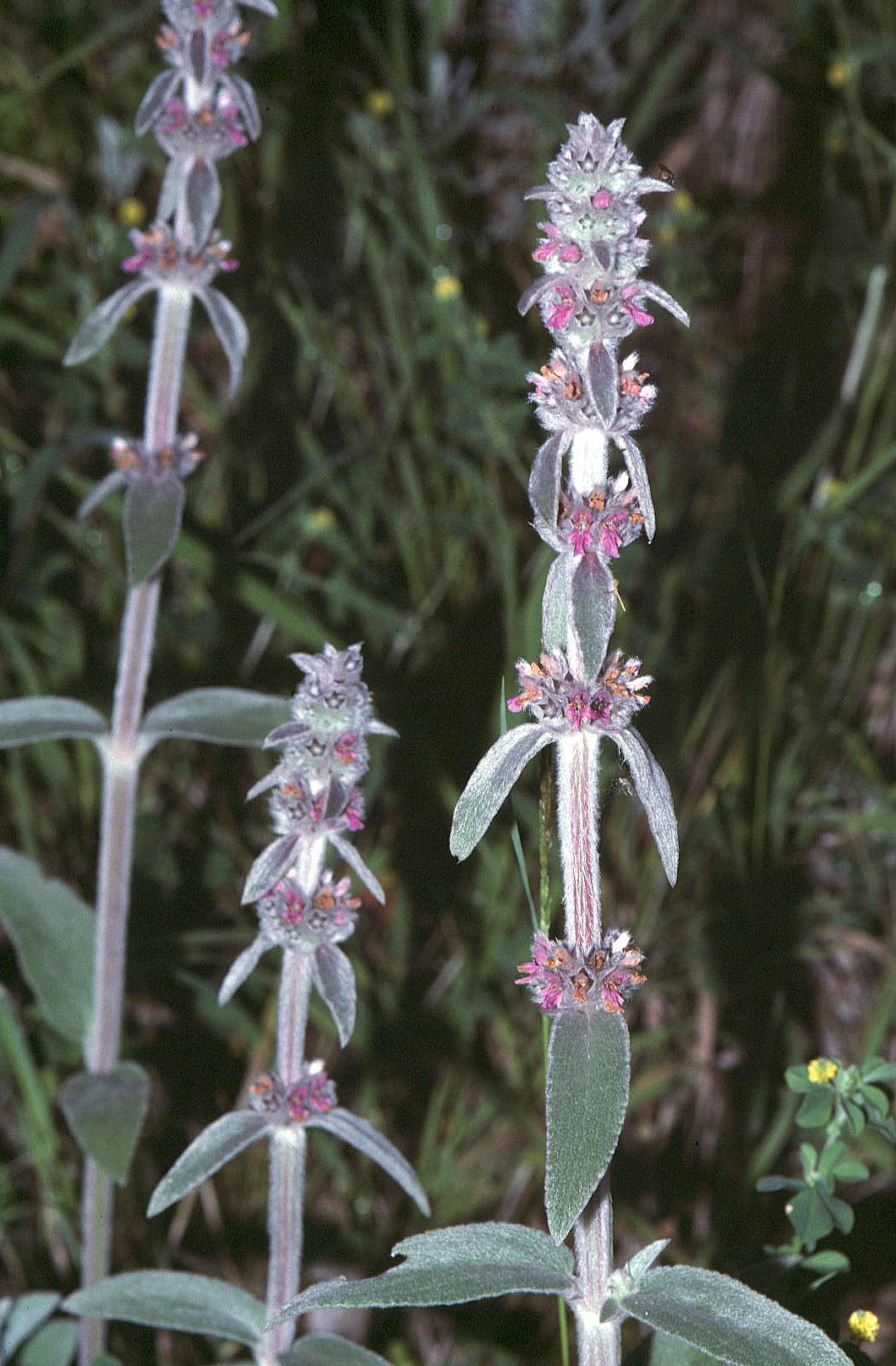
Deutscher Ziest (Stachys germanica)

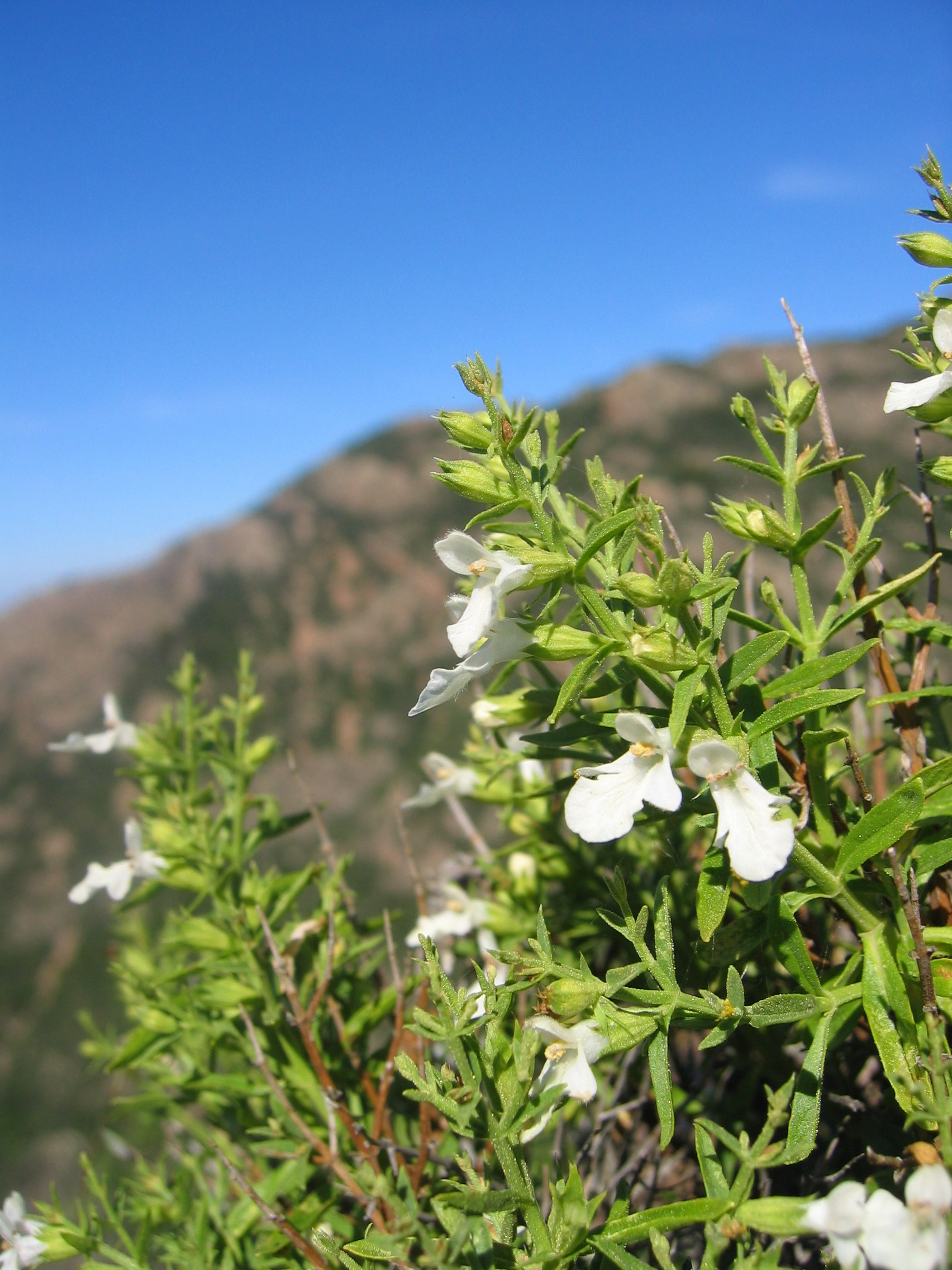
Klebriger Ziest (Stachys glutinosa)

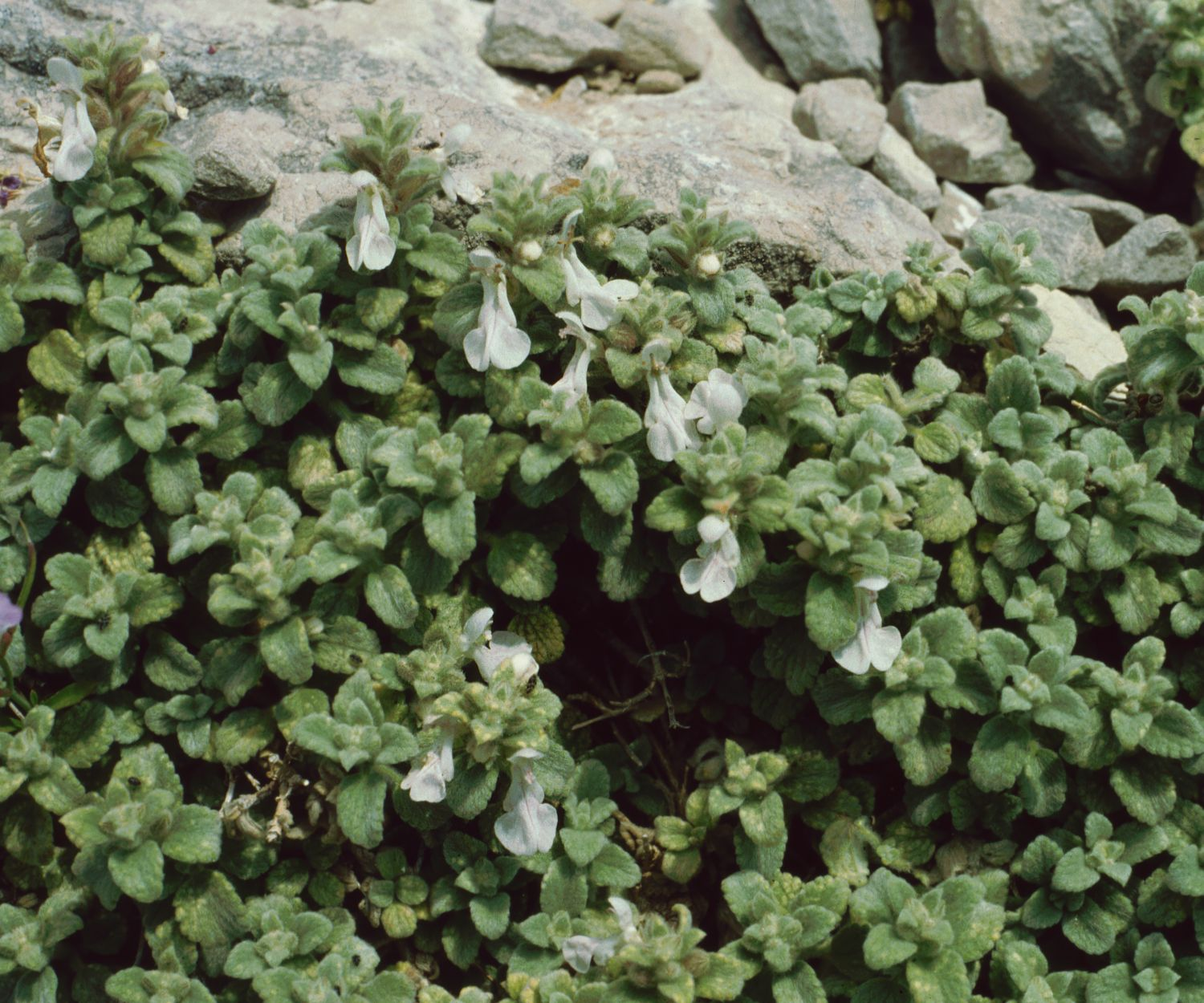
Stachys ionica

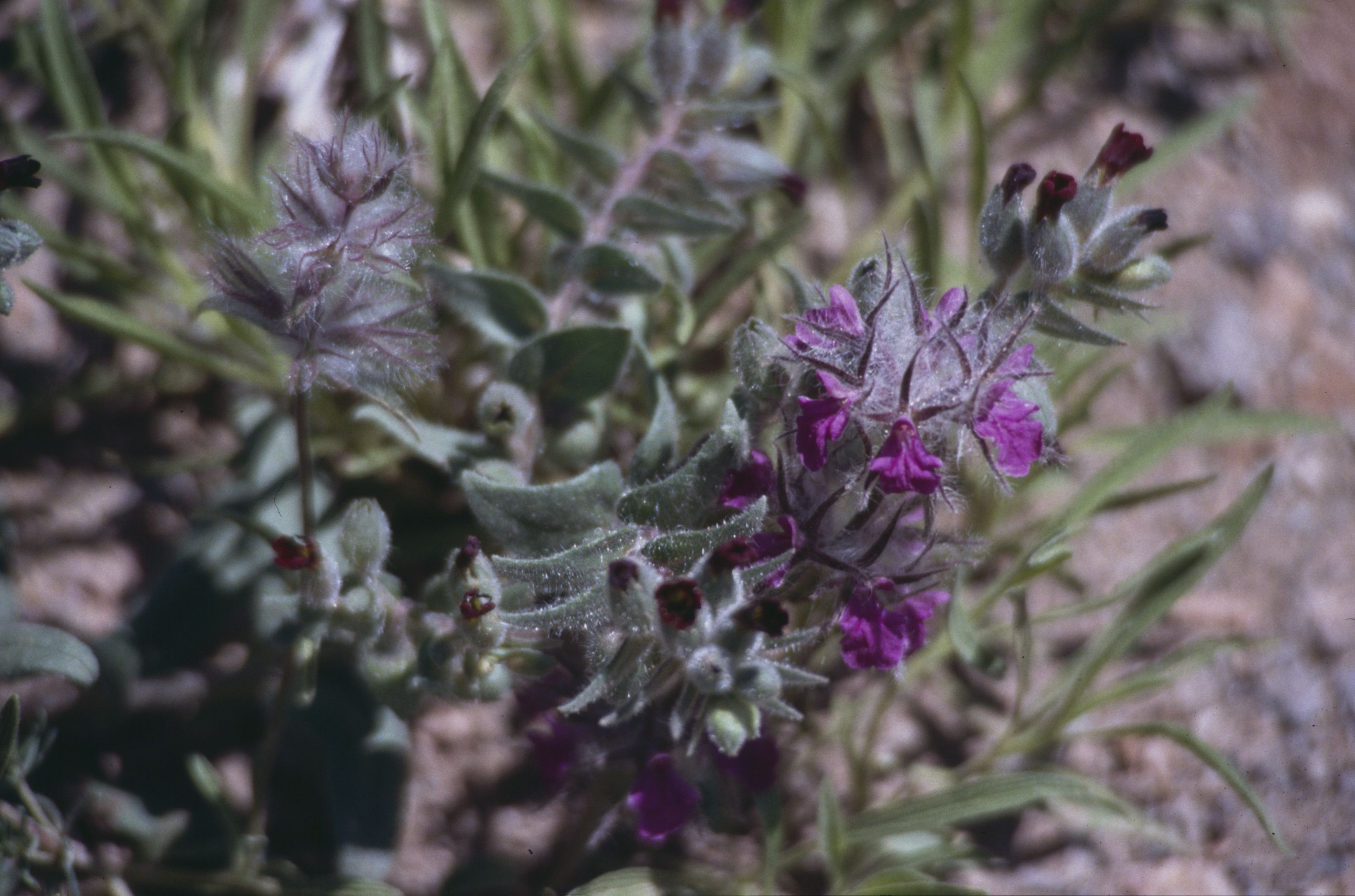
Lavendelblättriger Ziest (Stachys lavandulifolia)

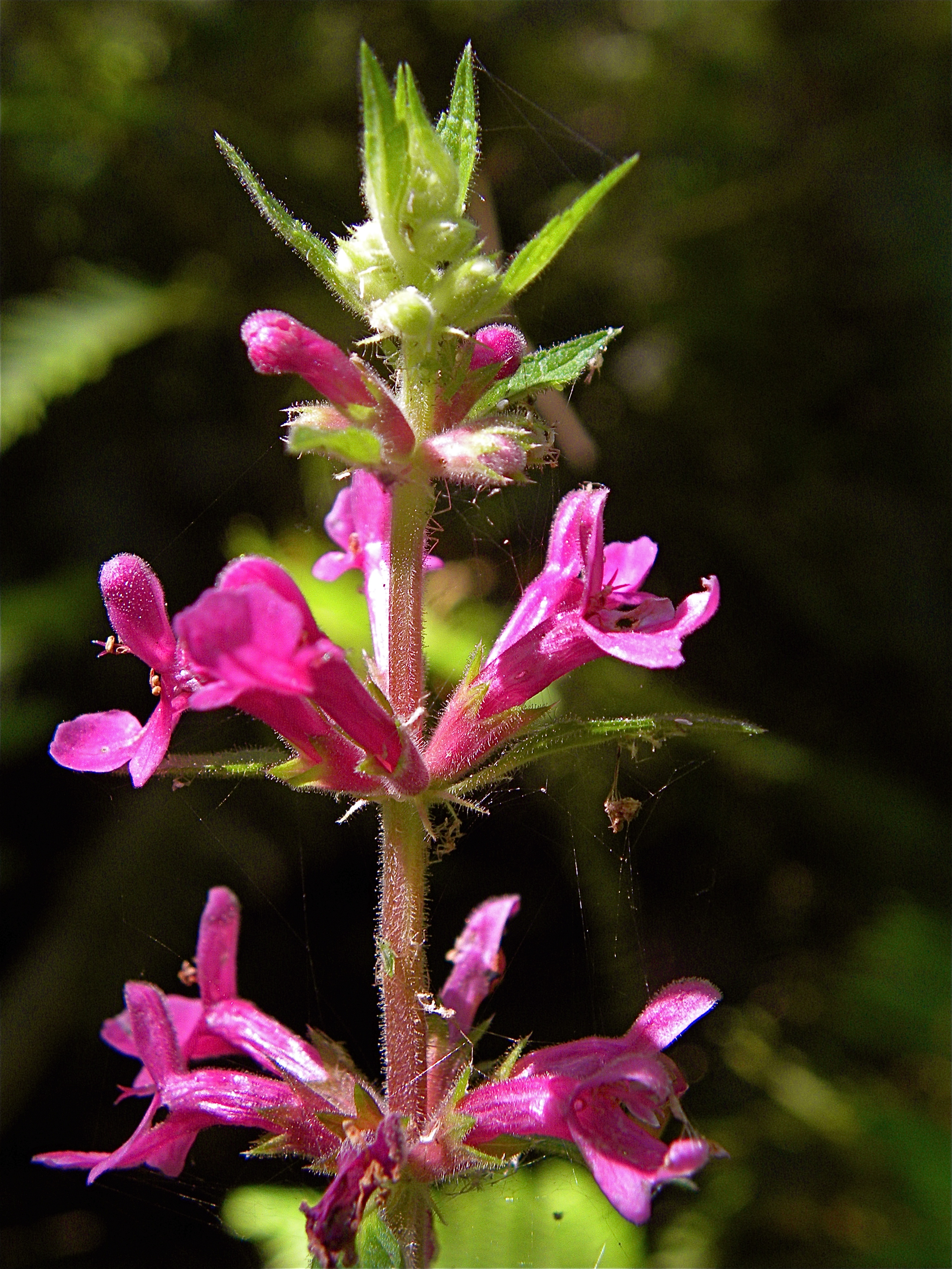
Stachys mexicana

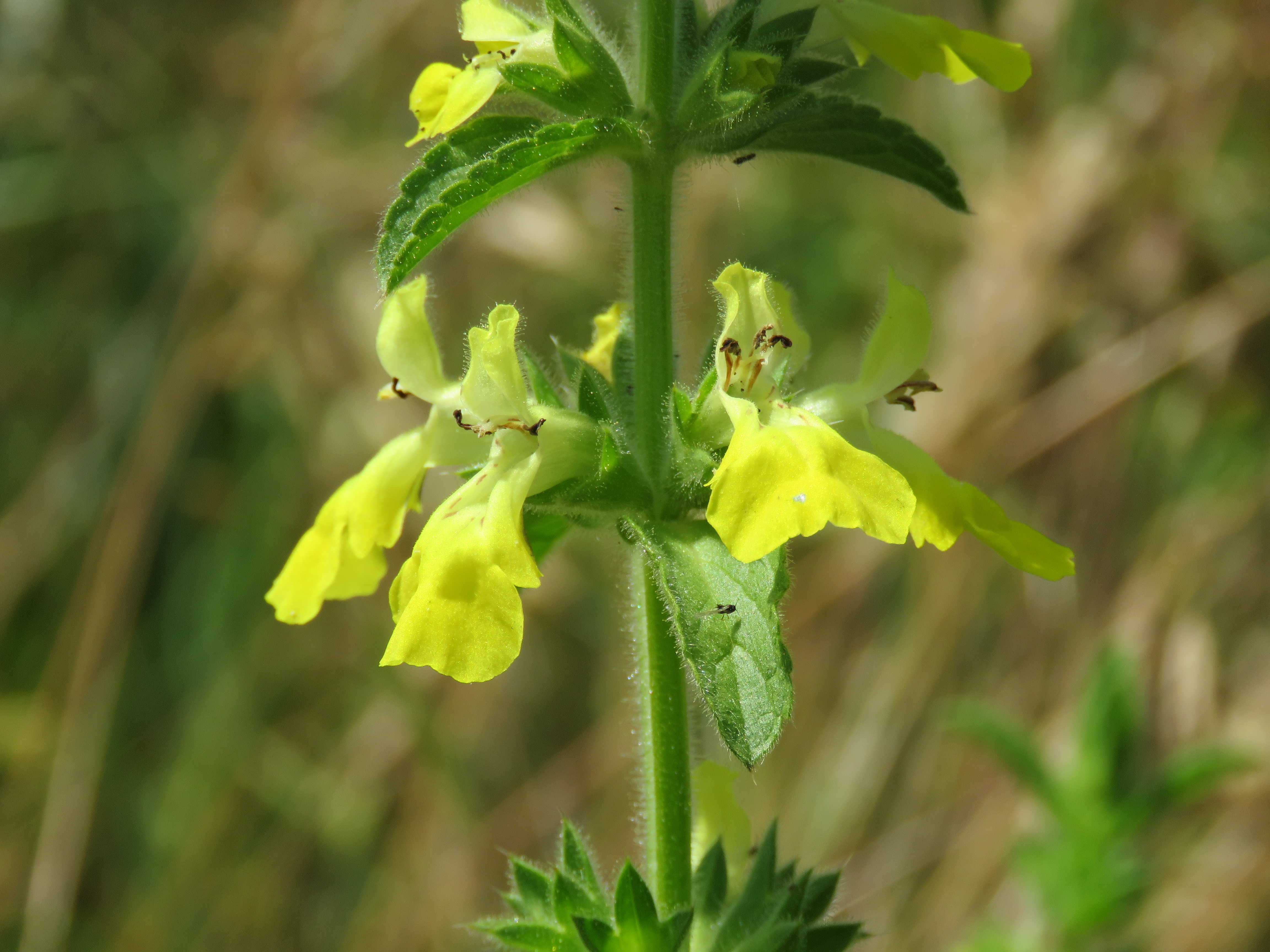
Stachys milanii

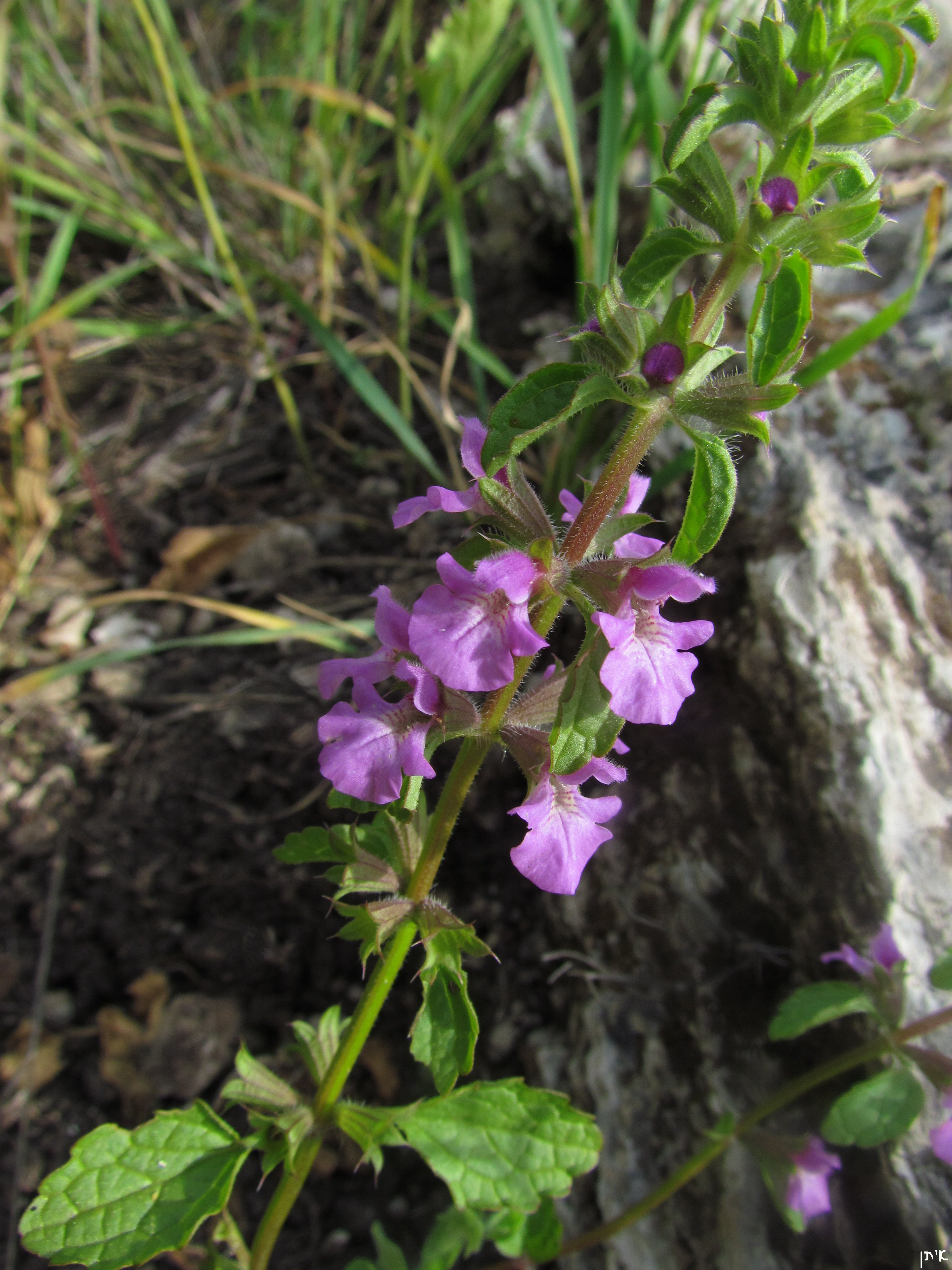
Stachys neurocalycina

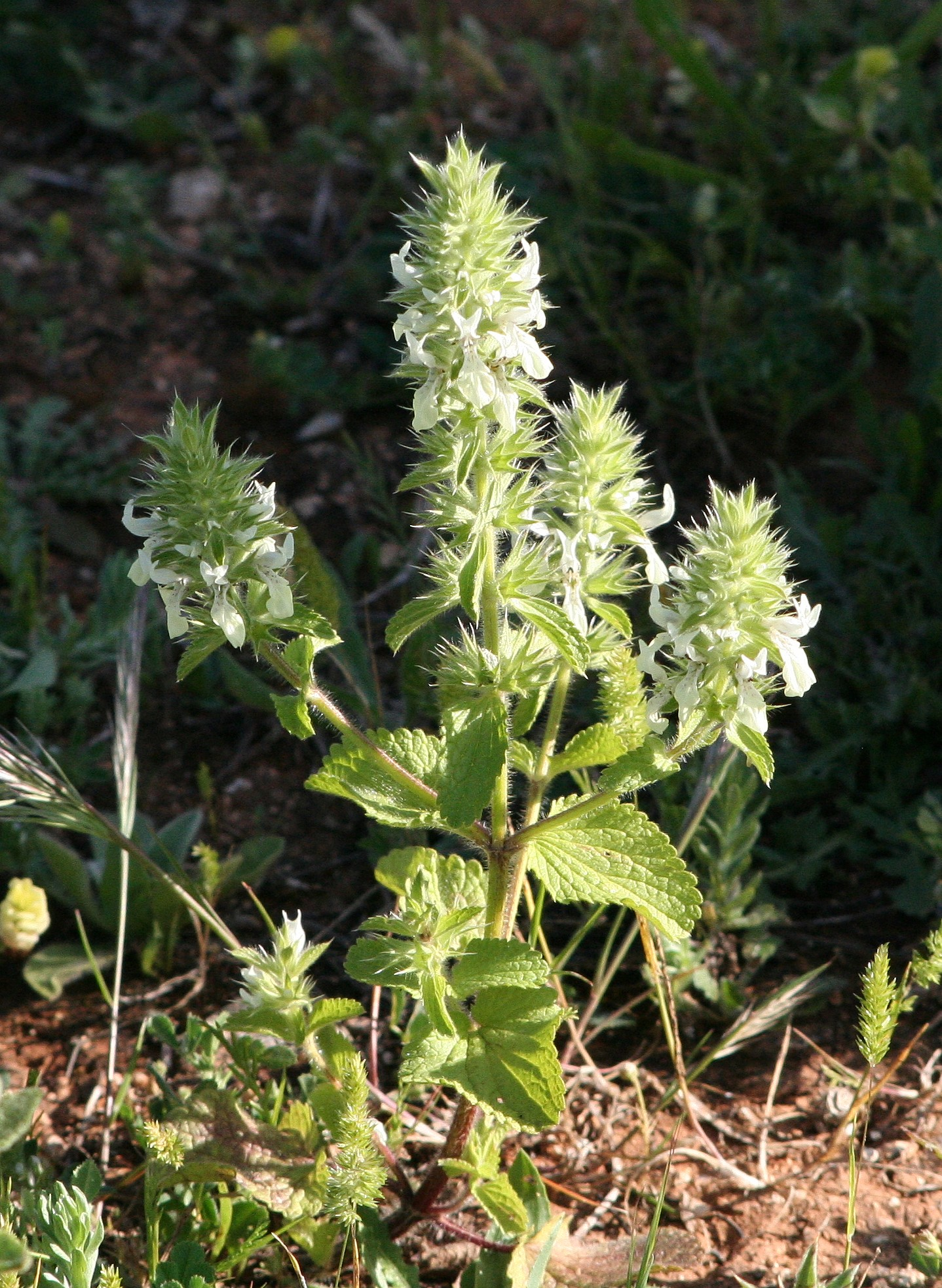
Basilikum-Ziest (Stachys ocymastrum)

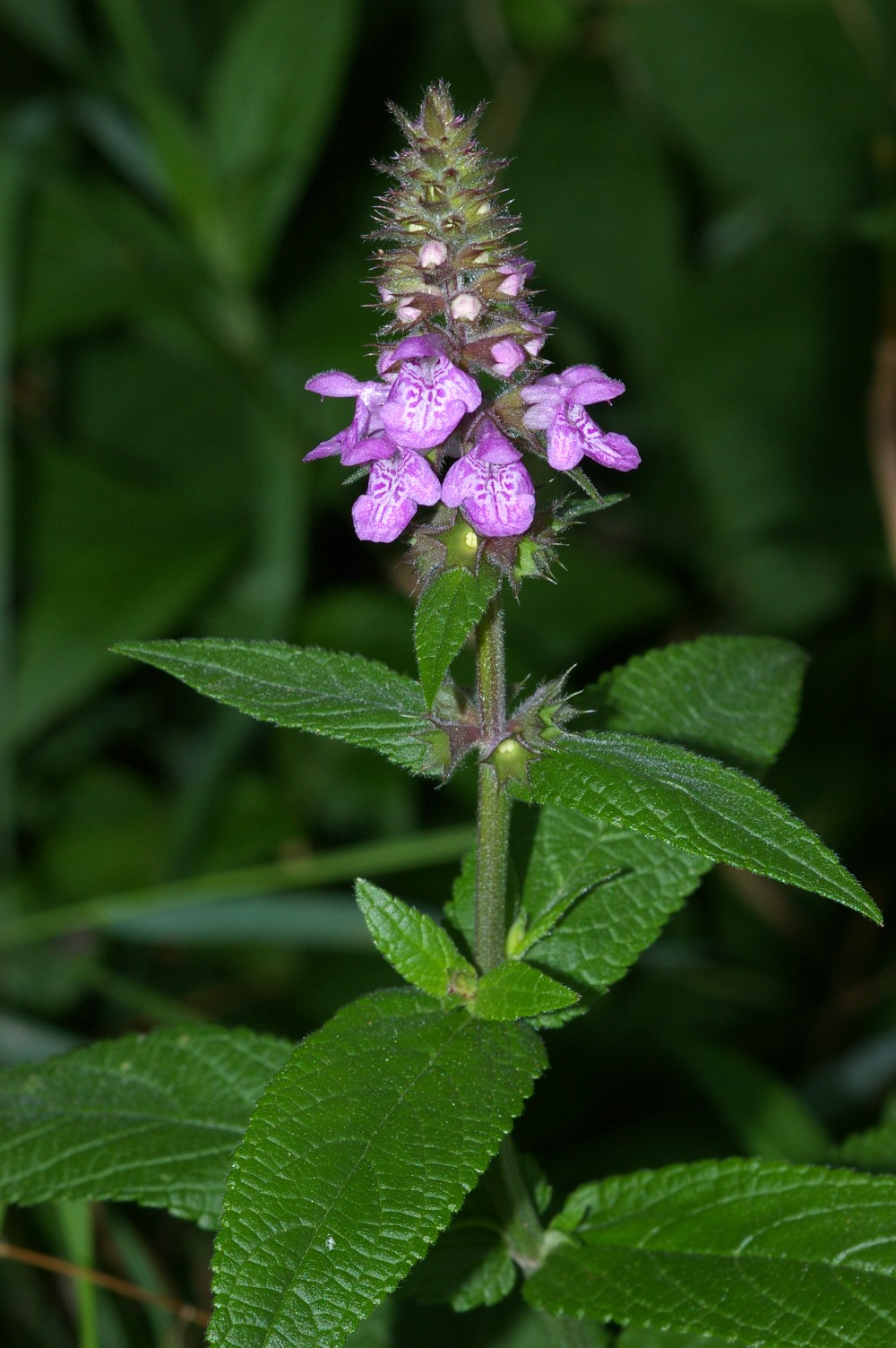
Sumpf-Ziest (Stachys palustris)

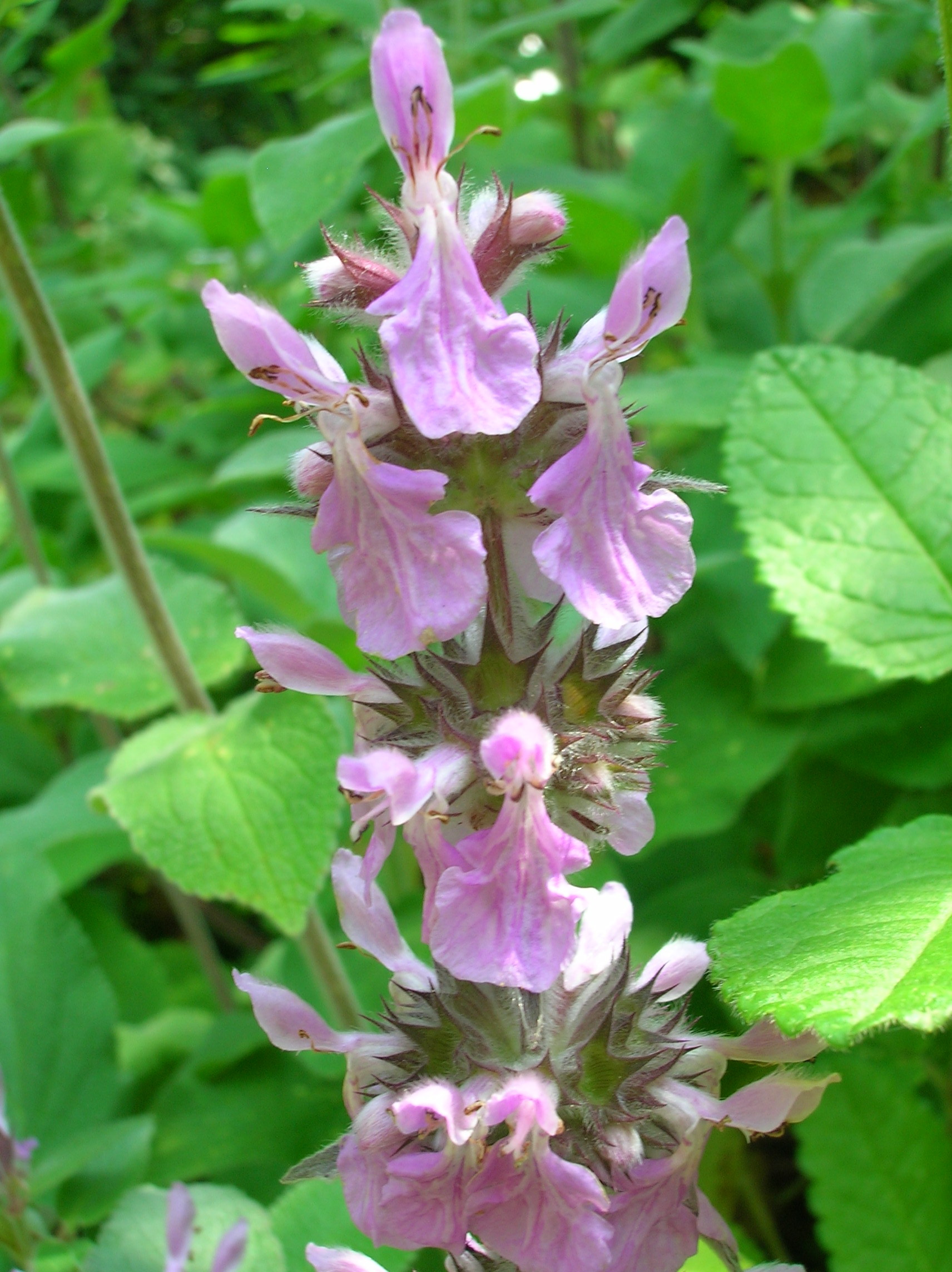
Stachys persica

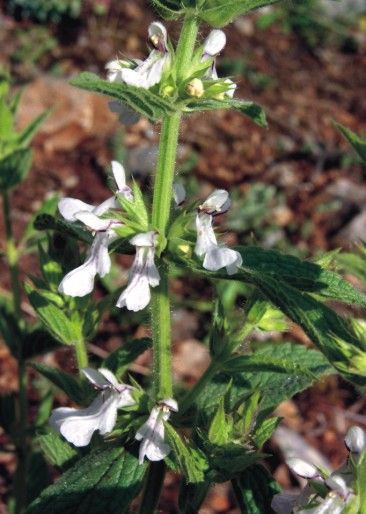
Stachys plumosa

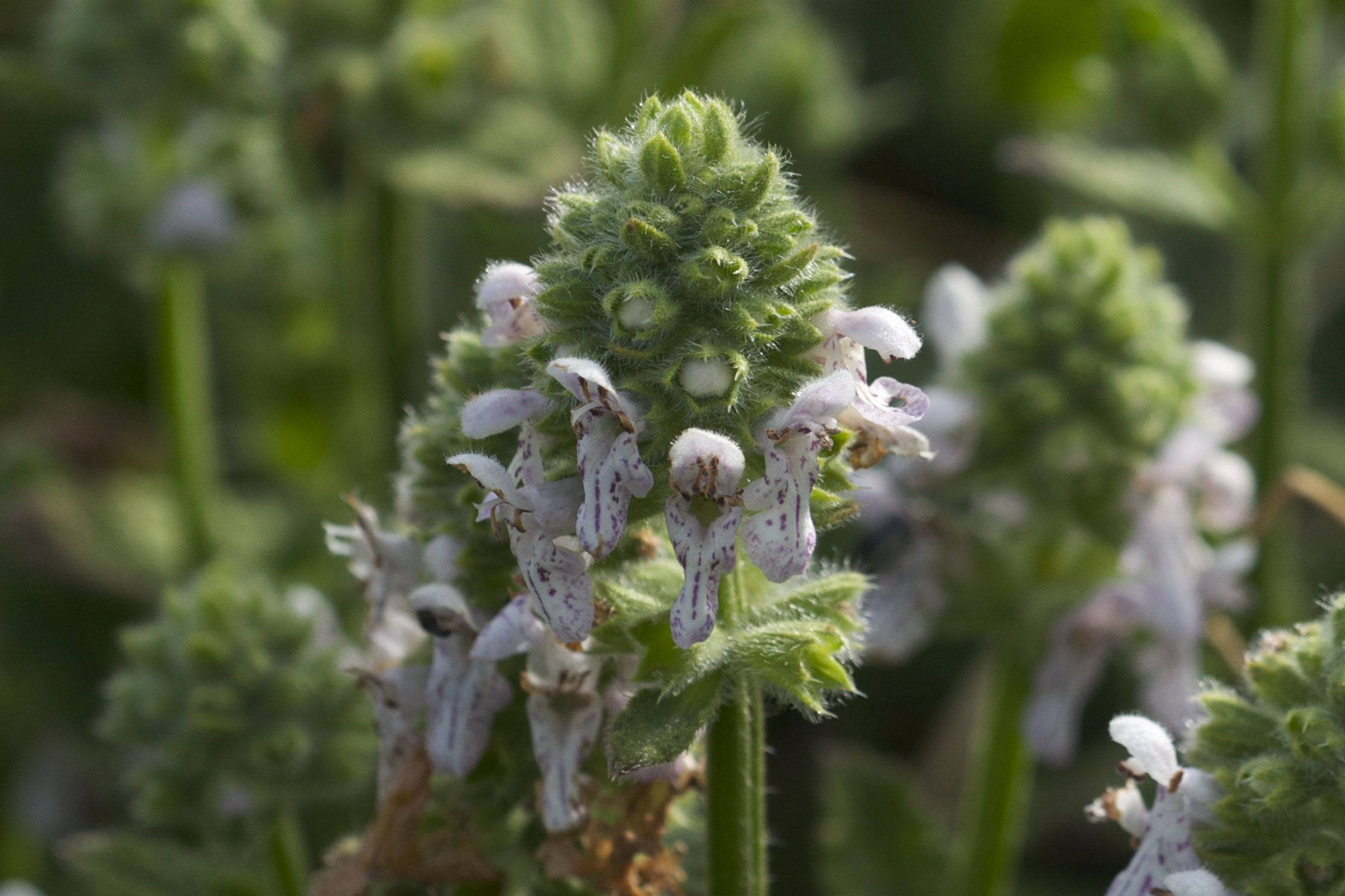
Stachys pycnantha

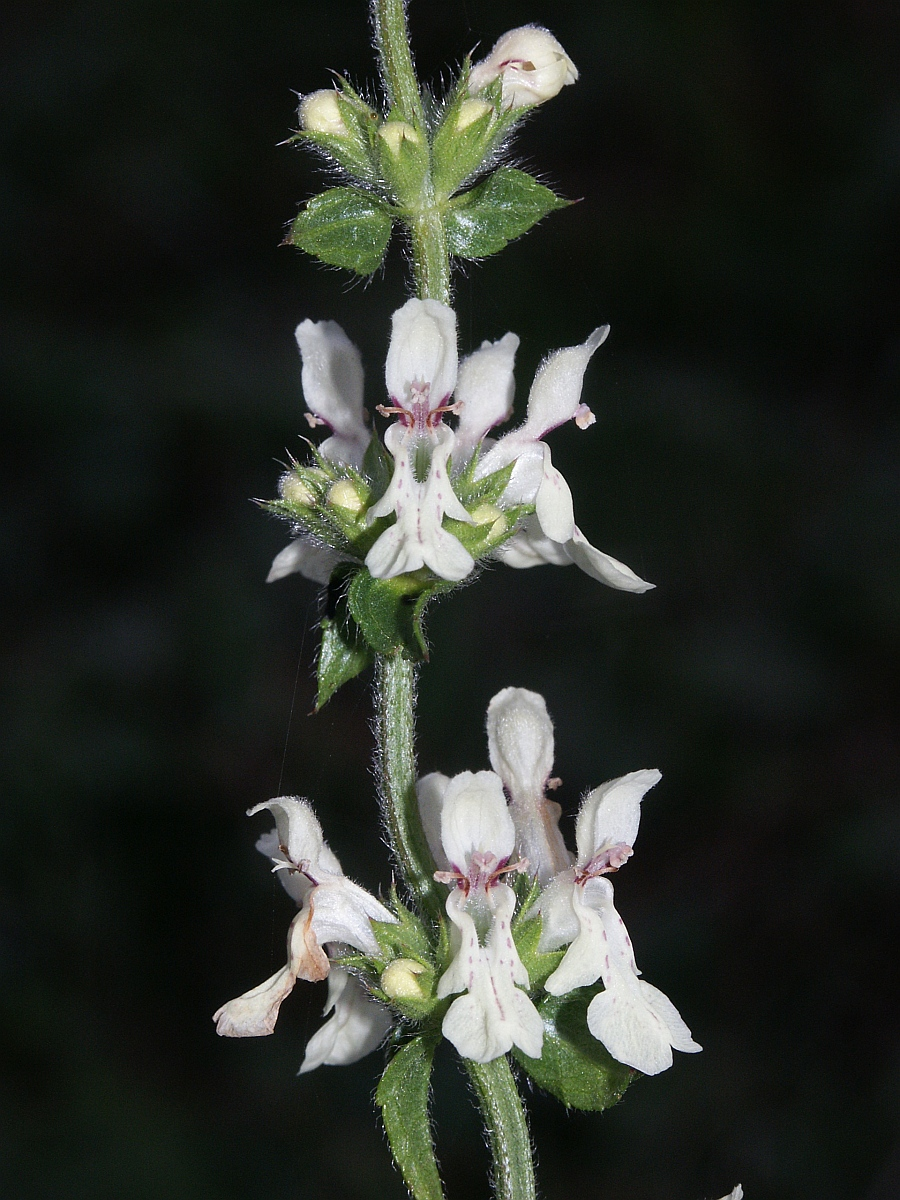
Aufrechter Ziest (Stachys recta)

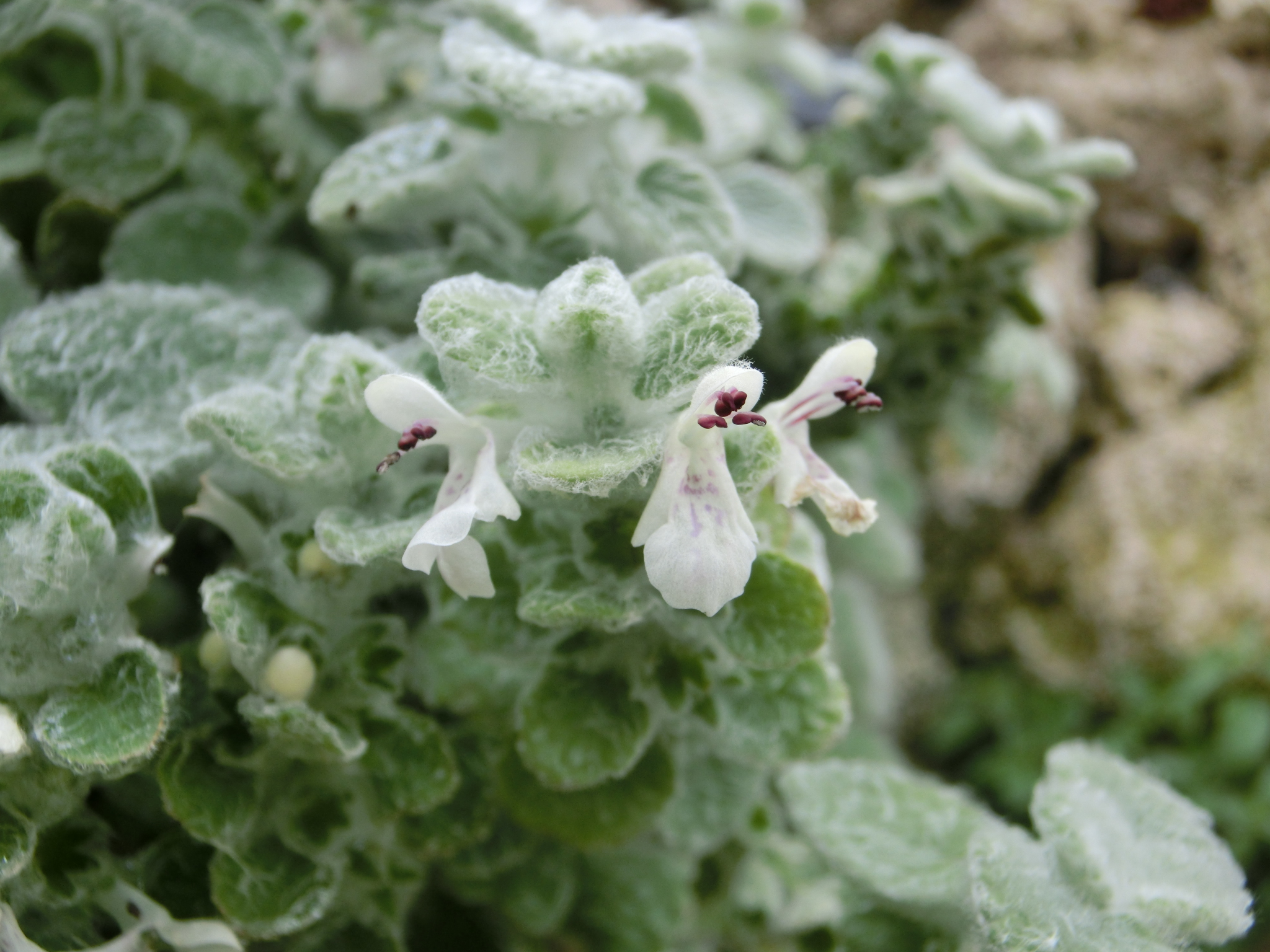
Stachys saxicola

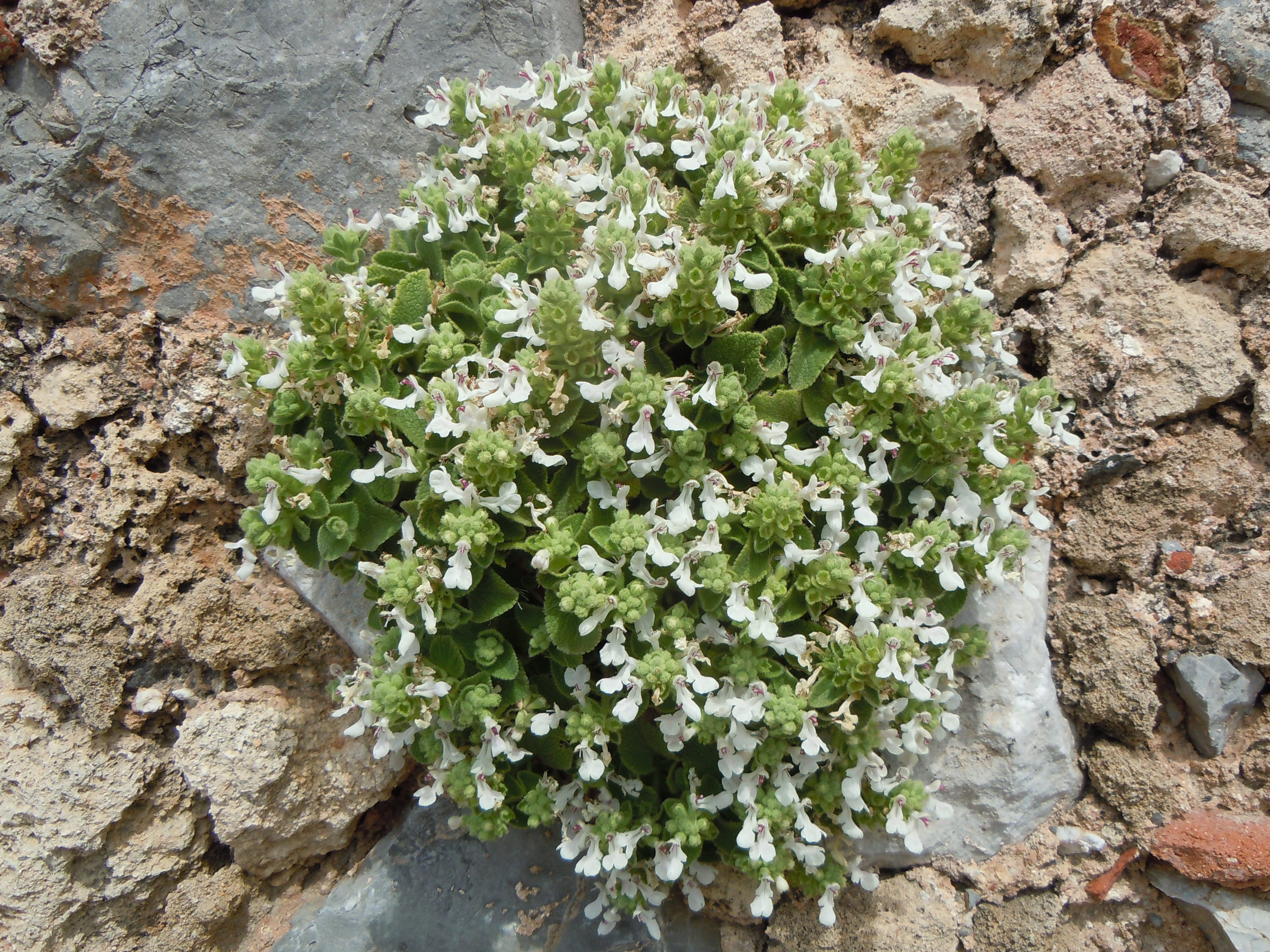
Stachys spreitzenhoferi

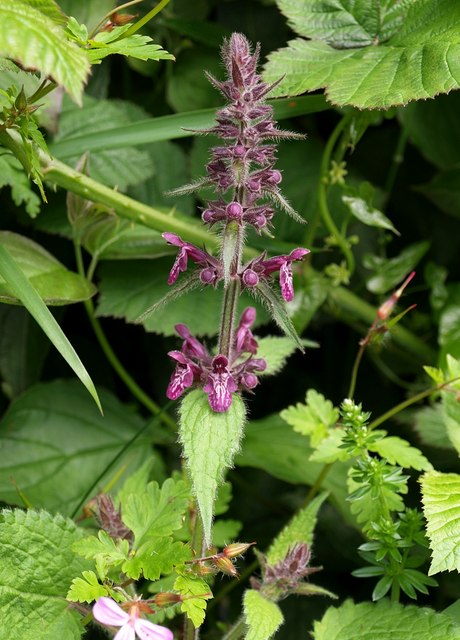
Wald-Ziest (Stachys sylvatica)

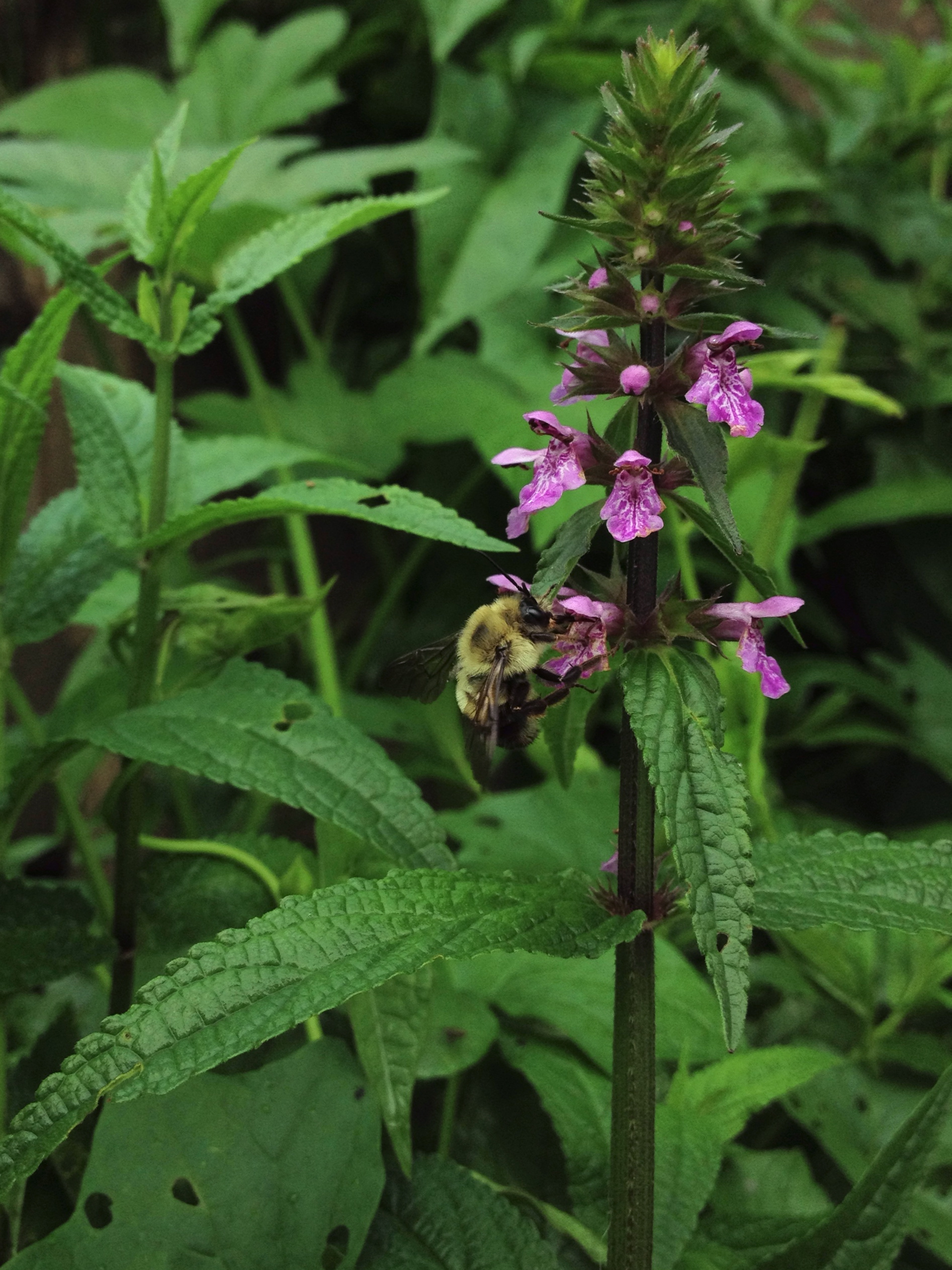
Stachys tenuifolia

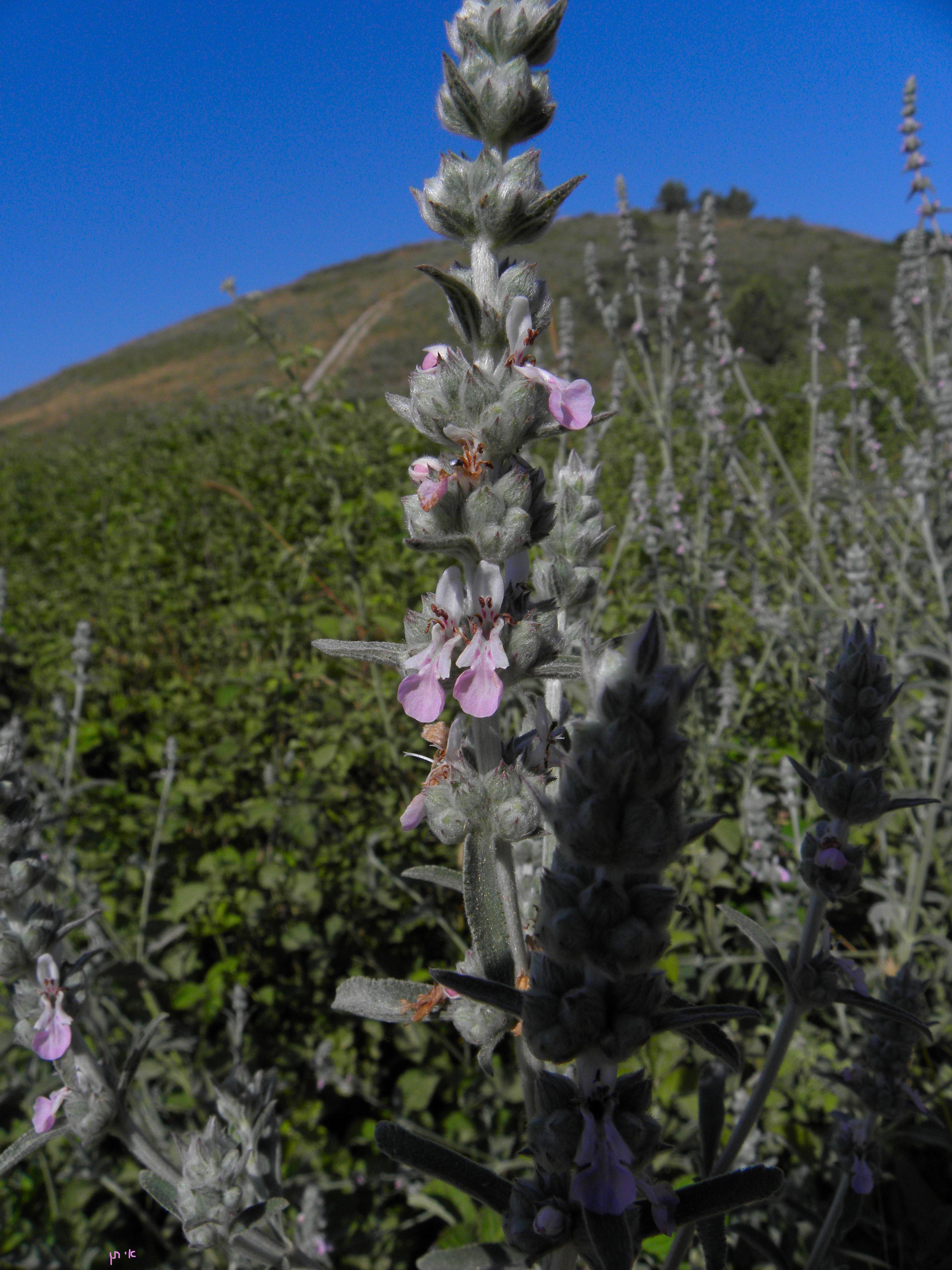
Stachys viticina

Die Gattung Stachys ist mit 300 bis 360 Arten auf der ganzen Welt mit Ausnahme Australiens und Neuseelands verbreitet. Verbreitungszentren sind der Mittelmeerraum mit dem Nahen Osten sowie Südafrika (41 Arten, 21 davon nur dort) und Chile. In Westasien kommen etwa 114 Arten vor.
In Mitteleuropa kommen beispielsweise Alpen-Ziest (Stachys alpina), Einjähriger Ziest (Stachys annua), Acker-Ziest (Stachys arvensis), Deutscher Ziest (Stachys germanica), Sumpf-Ziest, Schweinsrübe (Stachys palustris), Aufrechter Ziest (Stachys recta) und Wald-Ziest (Stachys sylvatica) vor.
- Stachys acerosa Boiss.: Sie kommt nur im westlichen Iran vor.[7]
- Stachys aculeolata Hook. f.: Sie ist im tropischen Afrika verbreitet.[7]
- Stachys adulterina Hemsl.: Sie gedeiht in Höhenlagen von etwa 1800 Metern in den chinesischen Provinzen Hubei sowie Sichuan. Seine Rhizome sind essbar.[1]
- Stachys aegyptiaca Pers.: Sie kommt von Ägypten und der Sinai-Halbinsel bis Israel vor.[7]
- Stachys aethiopica L.: Sie ist vom tropischen und bis ins südliche Afrika verbreitet.[7]
- Knollen-Ziest, Chinesische Artischocke, Japanische Kartoffel (Stachys affinis Bunge, Syn.: Stachys sieboldii Miq., Stachys tuberifera Naudin): Er ist in den chinesischen Provinzen Gansu, Hebei, Hubei, Innere Mongolei, Ningxia, Qinghai, Shaanxi, Shandong, Shanxi, Sichuan sowie in Xinjiang und in Myanmar verbreitet.[1][7] Er wird in Europa, Asien, Südafrika, Neuseeland, Nord- sowie Südamerika angebaut. Seine knolligen Rhizome sind essbar.[12]
- Stachys agraria Schltdl. & Cham.: Sie ist von Texas über Mexiko bis Guatemala verbreitet.[7]
- Stachys ajugoides Benth.: Sie ist vom westlichen Kanada bis zum nordwestlichen Mexiko weitverbreitet.[7]
- Stachys alabamica B.R.Keener & L.J.Davenp.: Sie wurde 2016 aus Alabama erstbeschrieben.[7]
- Stachys albanica Markgr.: Sie ist ein Endemit Albaniens.[7]
- Stachys albens A.Gray: Sie kommt nur in Kalifornien vor.[7]
- Stachys albicaulis Lindl.: Sie ist von Chile bis zum westlichen Argentinien verbreitet.[7]
- Stachys albiflora N.E.Br.: Sie kommt in den südafrikanischen Provinzen Free State sowie KwaZulu-Natal vor.[11]
- Stachys albotomentosa Ramamoorthy: Sie kommt im nordöstlichen Mexiko vor.[7]
- Stachys aleurites Boiss. & Heldr.: Sie kommt in der südwestliche Türkei vor.[7]
- Stachys alpigena T.C.E.Fr.: Die zwei Unterarten sind von Äthiopien über Kenia bis Ruanda verbreitet.[7]
- Alpen-Ziest (Stachys alpina L.) (Syn.: Stachys macrophylla Albov, Stachys persica S.G.Gmel. ex C.A.Mey.): Die zwei Unterarten sind von Europa bis zum nördlichen Iran verbreitet.[7]
- Stachys amanica P.H.Davis: Sie kommt in der südlichen Türkei vor.[7]
- Stachys ×ambigua Sm.: Diese Hybride aus Stachys palustris × Stachys sylvatica kommt in Europa vor.[7]
- Stachys anamurensis Sümbül: Die Heimat ist die Türkei.[7]
- Stachys andongensis Hiern: Die Heimat ist Angola.[7]
- Stachys angustifolia M.Bieb.: Das Verbreitungsgebiet reicht von Südosteuropa bis zur Krim.[7]
- Stachys anisochila Vis. & Pancic: Die Heimat ist die nördliche Balkanhalbinsel.[7]
- Einjähriger Ziest (Stachys annua (L.) L., Syn.: Stachys pubescens Ten.): Die vier Unterarten sind von Europa bis zu Russlands Fernem Osten weitverbreitet.[7]
- Stachys antalyensis Ayasligil & P.H.Davis: Die Heimat ist die südwestliche Türkei.[7]
- Stachys aperta Epling: Die Heimat ist Peru.[7]
- Stachys appalachiana D.B.Poind. & J.B.Nelson: Sie wurde 2011 aus North Carolina erstbeschrieben.[7]
- Stachys arabica Hornem.: Das Verbreitungsgebiet reicht von der südlichen Türkei bis Israel.[7]
- Stachys arachnoidea Codd: Sie ist im südlichen Afrika verbreitet.[7]
- Stachys araucana Phil.: Sie ist vom zentralen bis südlichen Chile verbreitet.[7]
- Stachys arenaria Vahl: Sie ist vom westlichen bis zentralen Mittelmeerraum verbreitet.[7]
- Stachys arenariiformis Rouy: Sie ist in Rumänien und Bulgarien verbreitet.[7]
- Stachys argillicola Sebsebe: Die zwei Unterarten sind vom nordöstlichen bis östlichen tropische Afrika verbreitet.[7]
- Stachys aristata Greenm.: Sie kommt im südwestlichen Mexiko vor.[7]
- Stachys arrecta L.H.Bailey: Sie gedeiht in Höhenlagen von 1500 bis 2000 Metern in den chinesischen Provinzen  Anhui, Henan, Hubei, Hunan, Jiangsu, Shaanxi, Shanxi sowie Zhejiang.[1]
- Stachys arriagana B.L.Turner: Sie kommt nur im mexikanischen Bundesstaat San Luis Potosí vor.[7]
- Acker-Ziest (Stachys arvensis (L.) L.): Das Verbreitungsgebiet reicht von Makaronesien bis Taiwan.[7]
- Stachys aspera Michx.: Sie ist in den USA verbreitet.[7]
- Stachys asperata Hedge: Sie kommt in Madagaskar in den nördlichen Provinzen Antsiranana sowie Mahajanga vor.[13]
- Stachys atherocalyx K.Koch: Das Verbreitungsgebiet reicht von Südosteuropa bis zum nördlichen Iran.[7]
- Stachys aucheri Benth. (Syn.: Stachys koelzii Rech. f.): Die Heimat ist der westliche Iran.[7]
- Stachys aurea Benth.: Sie kommt in den südafrikanischen Provinzen Nord- sowie Westkap vor.[11]
- Stachys babunensis Micevski: Sie kommt nur in Nordmazedonien vor.[7]
- Stachys bakeri Briq. (Syn.: Stachys debilis Baker nom. illeg.): Sie kommt in Madagaskar vor.[7]
- Stachys balansae Boiss. & Kotschy: Sie von der östlichen Türkei bis zum nördlichen Iran verbreitet.[7]
- Stachys balensis Sebsebe: Sie kommt nur in Äthiopien vor.[7]
- Stachys bayburtensis R.Bhattacharjee & Hub.-Mor.: Die Heimat ist die nordöstliche Türkei.[7]
- Stachys baytopiorum Kit Tan & Yildiz: Sie kommt in der nordöstlichen Türkei vor.[7]
- Stachys beckeana Dörfl. & Hayek: Sie kommt von Montenegro bis zum nördlichen Albanien vor.[7]
- Stachys benthamiana Boiss.: Die Heimat reicht vom nördlichen Irak bis zum westlichen Iran.[7]
- Stachys bergii G.A.Mulligan & D.B.Munro: Sie kommt nur in Kalifornien vor.[7]
- Stachys biflora Hook. & Arn.: Sie ist in Mexiko verbreitet.[7]
- Stachys bigelovii A.Gray: Sie ist vom südlichen Texas und bis ins nördliche Mexiko verbreitet.[7]
- Stachys bithynica Boiss.: Sie von Griechenland bis zur nördlichen Türkei und zur Krim verbreitet.[7]
- Stachys bizensis Schweinf. ex Penzig: Dieser Endemit kommt nur in Eritrea vor.[7]
- Stachys ×bodeana Bunge: Diese Hybride aus Stachys inflata × Stachys lavandulifolia kommt im westlichen Iran vor.[7]
- Stachys bogotensis Kunth: Die Heimat ist Kolumbien.[7]
- Stachys bolusii Skan: Sie kommt nur in der südafrikanischen Provinz Westkap vor.[11]
- Stachys bombycina Boiss.: Die Heimat ist die südwestliche Türkei.[7]
- Stachys boraginoides Schltdl. & Cham.: Sie ist in Mexiko verbreitet.[7]
- Stachys brachiata Bojer ex Benth. (Syn.: Stachys madagascariensis Briq., Stachys rupicola Bojer ex Benth.): Sie kommt in Madagaskar in den nördlichen Provinzen Antananarivo sowie Fianarantsoa vor.[13]
- Stachys brachyclada Noë ex Coss.: Sie ist im westlichen Mittelmeerraum verbreitet.[7]
- Stachys brantii Benth.: Sie kommt in der südöstlichen Türkei vor.[7]
- Stachys bridgesii Benth.: Die Heimat ist das zentrale und südliche Chile.[7]
- Blasen-Ziest (Stachys bullata Benth.): Sie kommt nur im westlichen Kalifornien vor.[7]
- Stachys burchelliana Launert: Sie ist von Namibia bis zum Westkap verbreitet.[7]
- Stachys burgsdorffioides (Benth.) Boiss.: Sie kommt mit zwei Unterarten von der Türkei bis zum nördlichen Irak vor.[7]
- Stachys ×burrii P.H.Davis: Diese Hybride aus Stachys cretica × Stachys sericantha kommt in der Türkei vor.[7]
- Stachys buttleri R.R.Mill: Die Heimat ist die südwestliche Türkei.[7]
- Woll-Ziest, Eselsohren[14] (Stachys byzantina K.Koch, Syn.: Stachys lanata Jacq.): Er stammt aus Vorderasien.[7]
- Stachys caffra E.Mey. ex Benth.: Sie ist in den südafrikanischen Provinzen Ostkap, Free State, Gauteng, KwaZulu-Natal, Limpopo sowie Mpumalanga verbreitet.[11]
- Stachys calcicola Epling: Die Heimat ist Guatemala.[7]
- Schnee-Ziest (Stachys candida Bory & Chaub.): Dieser Endemit kommt nur im Taygetos-Gebirge im südlichen Griechenland vor.[7]
- Messenischer Ziest[15] (Stachys canescens Bory & Chaub.): Sie kommt nur im südlichen Griechenland vor.[7]
- Stachys caroliniana J.B.Nelson & D.A.Rayner: Sie 2014 aus South Carolina erstbeschrieben.[7]
- Stachys cataonica R.Bhattacharjee & Hub.-Mor.: Sie kommt in der östlichen Türkei vor.[7]
- Stachys chamissonis Benth.: Sie ist vom westlichen Kanada bis zu den westlichen USA verbreitet.[7]
- Stachys chasmosericea Ayasligil & P.H.Davis: Die Heimat ist die südwestliche Türkei.[7]
- Stachys chinensis Bunge ex Benth.: Sie ist in Russland und in den chinesischen Provinzen Gansu, Hebei, Heilongjiang, Jilin, Liaoning, Nei Mongol, Shaanxi sowie Shanxi verbreitet.[1]
- Stachys choruhensis Kit Tan & Sorger: Sie kommt in der nordöstlichen Türkei vor.[7]
- Stachys chrysantha Boiss. & Heldr.: Sie kommt nur im südlichen Griechenland vor.[7]
- Stachys circinata L'Hér.: Sie kommt in Südspanien, Algerien, Tunesien und Marokko vor.[7]
- Zitronen-Ziest (Stachys citrina Boiss. & Heldr. ex Benth.): Er ist in Kleinasien verbreitet.[7]
- Stachys clingmanii Small: Sie ist in den östlichen USA verbreitet.[7]
- Scharlach-Ziest (Stachys coccinea Ortega, Syn.: Stachys coccinea Jacq. nom. illeg., Stachys cardinalis Kunze, Stachys limitanea A.Nelson, Stachys oaxacana Fernald): Er ist von den US-Bundesstaaten Arizona, New Mexico sowie Texas über Mexiko und Guatemala bis Nicaragua verbreitet.[7]
- Stachys collina Brandegee: Dieser Endemit kommt nur im südlichen Teil des mexikanischen Bundesstaates Puebla vor.[7]
- Stachys comosa Codd: Sie kommt in den südafrikanischen Provinzen Ostkap sowie KwaZulu-Natal vor.[11]
- Stachys cordata Riddell: Sie ist in den nördlichen, zentralen und östlichen USA verbreitet.[7]
- Stachys cordifolia Prain: Die Heimat ist Myanmar.[7]
- Korsischer Ziest (Stachys corsica Pers.): Sie kommt nur auf Sardinien und Korsika vor.[7]
- Kretischer Ziest (Stachys cretica L.): Sie ist in zwölf Unterarten im Mittelmeerraum und Westasien verbreitet.[7]
- Stachys ×cryptadenia Rech. f. (= Stachys cretica subsp. salviifolia × Stachys thirkei)[7]
- Stachys cuneata Banks ex Benth.: Er kommt in den südafrikanischen Provinzen West- sowie Nordkap vor.[11]
- Stachys cydni Kotschy ex Gemici & Leblebici: Die Heimat ist die Türkei.[7]
- Stachys cymbalaria Briq.: Sie kommt in den südafrikanischen Provinzen Ostkap sowie KwaZulu-Natal vor.[11]
- Stachys darcyana A.Pool: Sie ist von Costa Rica bis Panama verbreitet.[7]
- Stachys debilis Kunth: Die Heimat ist Ecuador.[7]
- Stachys didymantha Brenan: Die Heimat ist Malawi und Mosambik.[7]
- Stachys ×digenea Legué = Stachys alpina × Stachys germanica
- Stachys dinteri Launert: Sie kommt in Namibia vor.[7]
- Stachys distans Benth.: Sie ist im östlichen Mittelmeerraum verbreitet.[7]
- Stachys diversifolia Boiss.: Sie kommt von der südlichen Türkei bis ins westliche Syrien vor.[7]
- Stachys dregeana Benth.: Sie ist im südlichen Afrika verbreitet.[7]
- Stachys drummondii Benth.: Sie ist von Texas bis ins nordöstliche Mexiko verbreitet.[7]
- Stachys durandiana Coss.: Die Heimat ist Marokko.[7]
- Stachys duriaei Noë: Die Heimat ist Algerien und Tunesien.[7]
- Stachys ehrenbergii Boiss.: Die Heimat ist das westliche Syrien und der Libanon.[7]
- Stachys elliptica Kunth: Die Heimat ist Ecuador.[7]
- Stachys emodi Hedge (Syn.: Stachys splendens Wall.): Sie wurde 1990 aufgestellt. Sie kommt in Afghanistan, Pakistan, von Kaschmir bis Bhutan und im nordwestlichen Indien vor.[16]
- Stachys eplingii J.B.Nelson: Das Verbreitungsgebiet reicht von Oklahoma bis zu den südöstlichen USA.[7]
- Stachys erectiuscula Gürke: Sie kommt in den südafrikanischen Provinzen Mpumalanga sowie KwaZulu-Natal vor.[11]
- Stachys eremicola Epling: Die Heimat ist das nördliche Chile.[7]
- Stachys eriantha Benth.: Sie ist in Mexiko und von Kolumbien bis Ecuador sowie das nordwestliche Venezuela verbreitet.[7]
- Stachys euadenia P.H.Davis: Sie kommt in der südlichen Türkei vor.[7]
- Stachys euboica Rech. f.: Sie ist ein Endemit von Euböa.[7]
- Stachys fendleri Briq.: Die Heimat ist das nördliche und nordwestliche Venezuela.[7]
- Stachys filifolia Hedge: Die Heimat ist Madagaskar.[7]
- Stachys flavescens Benth.: Sie kommt in den südafrikanischen Provinzen Ost- sowie Westkap vor.[11]
- Stachys flexuosa Skan: Sie kommt in den südafrikanischen Provinzen Ostkap sowie KwaZulu-Natal vor.[11]
- Stachys floccosa Benth.: Sie kommt vom östlichen Afghanistan bis zum westlichen Himalaja (Pakistan, Kaschmir sowie nordwestliches Indien) vor.[7][16]
- Stachys floridana Shuttlew. ex Benth.: Sie kommt nur in Florida vor.[7]
- Stachys fominii Sosn. ex Grossh.: Die Heimat ist das südliche Transkaukasien.[7]
- Stachys fontqueri Pau: Die Heimat ist Marokko.[7]
- Stachys forsythii Hedge: Dieser Endemit kommt in Madagaskar nur in der Provinz Fianarantsoa vor. Es ist nur ein Fundort bekannt und er gilt als „Endangered“ = „stark gefährdet“.[13]
- Stachys fragillima Bornm.: Die Heimat ist der nördliche Irak.[7]
- Stachys fruticulosa M.Bieb. (Syn.: Stachys araxina Kopell., Stachys sosnowskyi Kopell.): Das Verbreitungsgebiet reicht von der nordöstliche Türkei bis zum Iran.[7]
- Stachys geobombycis C.Y.Wu: Sie gedeiht in Lorbeerwäldern, gestörten Standorten und Feuchtwiesen in Höhenlagen von 200 bis 700 Metern in den chinesischen Provinzen Fujian, Guangdong, Guangxi, Hubei, Hunan, Jiangxi sowie Zhejiang.[1]
- Deutscher Ziest (Stachys germanica L.): Die vier Unterarten sind von den Kanaren über Europa bis zum Kaukasusraum verbreitet.[7]
- Stachys gilliesii Benth.: Das Verbreitungsgebiet reicht vom westlichen Südamerika bis Chile, Argentinien und Brasilien.[7]
- Stachys glandulibracteata Y.B.Harv.: Dieser Endemit kommt nur im südwestlichen Tansania vor.[7]
- Stachys glandulifera Post: Sie ist im östlichen Mittelmeerraum verbreitet.[7]
- Stachys glandulosa Hutch. & E.A.Bruce: Die Endemit kommt nur im nördlichen Somalia vor.[7]
- Stachys glandulosissima Floden: Sie wurde 2016 aus Tennessee erstbeschrieben.[7]
- Stachys globosa Epling: Die Heimat ist das nordöstliche Mexiko.[7]
- Klebriger Ziest (Stachys glutinosa L.): Die Heimat ist Korsika, Sardinien und Capri.[7]
- Stachys gossweileri G.Taylor: Die Heimat ist Angola.[7]
- Stachys graciliflora C.Presl: Sie ist im südlichen Afrika verbreitet.[7]
- Stachys graeca Boiss. & Heldr.: Die Heimat ist Griechenland.[7]
- Stachys grandidentata Lindl.: Die Heimat ist das nördliche und zentrale Chile.[7]
- Stachys grandifolia E.Mey.: Sie ist im südlichen Afrika verbreitet.[7]
- Stachys graveolens Nábelek: Die Heimat ist der nördliche Irak.[7]
- Stachys guyoniana Noë ex Batt.: Die Heimat ist Algerien.[7]
- Stachys hakkariensis Akçiçek & Firat: Sie wurde aus der Türkei 2016 erstbeschrieben.[7]
- Stachys hamata Epling: Sie ist von Kolumbien bis Ecuador und Venezuela verbreitet.[7]
- Stachys harleyana A.Pool: Sie kommt nur im mexikanischen Bundesstaat Chiapas vor.[7]
- Stachys hebens Epling: Die Heimat ist Kolumbien.[7]
- Stachys heraclea All.: Das Verbreitungsgebiet umfasst Spanien, Frankreich, Italien und Sizilien.[7]
- Stachys herrerae Epling: Die Heimat ist Peru.[7]
- Stachys herrerana Rzed. & Calderón: Sie kommt nur im mexikanischen Bundesstaat Hidalgo vor.[7]
- Stachys hians Briq.: Die Heimat ist Kolumbien.[7]
- Stachys hildebrandtii Vatke: Sie ist von Somalia über Kenia bis Tansania verbreitet.[7]
- Stachys hintoniorum B.L.Turner: Sie ist im nordöstlichen Mexiko verbreitet.[7]
- Stachys hispida Pursh: Sie ist in Kanada und den USA weitverbreitet.[7]
- Stachys hissarica Regel: Die Heimat ist Tadschikistan und das nördliche Afghanistan.[7]
- Stachys huber-morathii R.Bhattacharjee: Die Heimat ist die nördliche Türkei.[7]
- Stachys huetii Boiss.: Die Heimat ist die nordöstliche Türkei.[7]
- Stachys huillensis Hiern: Die Heimat ist Angola.[7]
- Stachys humbertii Hedge: Die Heimat ist das zentrale Madagaskar.[7]
- Stachys humifusa Burch. ex Benth.: Sie kommt in den südafrikanischen Provinzen Ostkap sowie KwaZulu-Natal vor.[11]
- Stachys hydrophila Boiss.: Sie kommt in Syrien und kam früher auch in Algerien vor.[7]
- Stachys hyssopifolia Michx.: Sie ist in den nördlichen, zentralen und östlichen USA verbreitet.[7]
- Stachys hyssopoides Burch. ex Benth.: Sie ist im südlichen Afrika verbreitet.[7]
- Stachys iberica M.Bieb.: Sie kommt in drei Unterarten auf der Krim und von der Türkei bis zum nördlichen Iran vor.[7]
- Stachys iltisii J.B.Nelson: Die Heimat ist Arkansas und das östliche Oklahoma.[7]
- Stachys inanis Hausskn. & Bornm.: Die Heimat ist die östliche Türkei.[7]
- Stachys inclusa Epling: Die Heimat sind die mexikanischen Bundesstaaten Puebla und Oaxaca.[7]
- Stachys inflata Benth. (inkl. Stachys schtschegleevii Sosn. ex Grossh.): Sie kommt in zwei Unterarten von der nordöstlichen Türkei bis zum Iran vor.[7]
- Stachys intermedia Aiton: Sie kommt im Kaukasusraum vor.[7]
- Stachys ionica Halácsy: Sie kommt nur im westlichen Griechenland vor.[7]
- Stachys iraqensis R.Bhattacharjee: Die Heimat ist der nördliche Irak.[7]
- Mazedonischer Ziest (Stachys iva Griseb.): Er kommt nur auf der Balkanhalbinsel in Nordmazedonien und Griechenland vor.[7]
- Stachys jaimehintonii B.L.Turner: Sie kommt nur im mexikanischen Bundesstaat Michoacán vor.[7]
- Stachys jijigaensis Sebsebe: Die Heimat ist Äthiopien.[7]
- Stachys keerlii Benth.: Sie ist im zentralen und südwestlichen Mexiko verbreitet.[7]
- Stachys kermanshahensis Rech. f.: Die Heimat ist der westliche Iran.[7]
- Stachys ketenoglui Kaynak, Daskin & Yilmaz: Die Heimat ist die südliche Türkei.[7]
- Stachys komarovii Knorring: Sie kommt nur in der fernöstlichen russischen Region Primorje vor.[7]
- Stachys kotschyi Boiss. & Hohen.: Die Heimat ist der nördliche und nordöstliche Irak und der westliche Iran.[7]
- Stachys kouyangensis (Vaniot) Dunn: Sie gedeiht in fünf Varietäten in Höhenlagen von 900 bis 3800 Metern in den chinesischen Provinzen Guizhou, Hubei, Sichuan, Yunnan sowie in Tibet.[1]
- Stachys kulalensis Sebsebe: Sie ist ein Endemit des Berges Kulal im nördlichen Kenia.[7]
- Stachys kuntzei Gürke: Sie ist im südlichen Afrika verbreitet.[7]
- Stachys kurdica Boiss. & Hohen. (Syn.: Stachys ballotiformis Vatke, Stachys asterocalyx Rech. f.): Es gibt drei Unterarten. Sie kommen in der südöstlichen Türkei, im Irak und im westlichen Iran vor.[7]
- Stachys lamarckii Benth.: Sie kommt nur[7] in der südafrikanischen Provinz Nordkap[11] vor.
- Stachys lamioides Benth.: Sie ist Kolumbien und Ecuador verbreitet.[7]
- Stachys langmaniae Rzed. & Calderón: Sie ist im nordöstlichen Mexiko verbreitet.[7]
- Stachys lanigera (Bornm.) Rech. f.: Die Heimat ist der westliche Iran.[7]
- Stachys latidens Small: Sie ist in den nördlichen-zentralen sowie östlichen USA verbreitet.[7]
- Lavendelblättriger Ziest (Stachys lavandulifolia Vahl): Er ist von Kleinasien bis zum Iran verbreitet.[7]
- Stachys laxa Boiss. & Buhse: Die Heimat ist der nördliche und nordöstliche Iran.[7]
- Stachys leucoglossa Griseb.: Die Heimat ist die Balkanhalbinsel.[7]
- Stachys ×leucomalla Bornm. & Gauba: Diese Hybride aus Stachys inflata × Stachys laxa kommt im Iran vor.[7]
- Stachys libanotica Benth.: Die Heimat ist das westliche Syrien.[7]
- Stachys lindenii Benth.: Sie ist vom südlichen Mexiko bis Guatemala verbreitet.[7]
- Stachys linearis Burch. ex Benth.: Die Heimat ist das südliche Afrika verbreitet.[7]
- Stachys longiflora Boiss. & Balansa: Sie ist im südlichen Türkei.[7]
- Stachys longispicata Boiss. & Kotschy: Das Verbreitungsgebiet reicht vom östlichen Mittelmeerraum bis zum nördlichen Irak.[7]
- Stachys lurestanica Jamzad: Sie wurde 2012 aus dem Iran erstbeschrieben.[7]
- Stachys lyallii Benth.: Sie ist in Madagaskar in den Provinzen Antananarivo, Antsiranana, Fianarantsoa sowie Toliara verbreitet.[13]
- Stachys macraei Benth.: Sie ist im zentralen und südlichen Chile verbreitet.[7]
- Stachys macrotricha Rech. f. & Goulimy: Die Heimat ist Griechenland.[7]
- Stachys malacophylla Skan: Sie kommt in der südafrikanischen Provinz Ostkap vor.[11]
- Stachys manantlanensis B.L.Turner: Sie kommt nur im mexikanischen Bundesstaat Jalisco vor.[7]
- Stachys mandoniana Briq.: Die Heimat ist Bolivien.[7]
- Stachys marashica Ilçim, Çenet & Dadandi: Sie wurde 2008 aus der südlichen Türkei erstbeschrieben.[7]
- Stachys mardinensis (Post) R.R.Mill: Die Heimat ist die östliche und südöstliche Türkei.[7]
- Stachys maritima Gouan: Das Verbreitungsgebiet reicht von den Küsten des Mittelmeerraumes bis zum westlichen Kaukasusraum.[7]
- Stachys marrubiifolia Viv.: Die Heimat ist Korsika, das westliche Italien, Algerien und Tunesien.[7]
- Stachys matthewsii G.P.Fleming, J.B.Nelson & J.F.Towns.: Sie wurde 2011 erstbeschrieben und kommt im südlichen Virginia sowie in North Carolina vor.[7]
- Stachys mayorii Briq.: Die Heimat ist Kolumbien.[7]
- Stachys × medebachensis Feld & O.Koenen: Diese Hybride aus Stachys alpina × Stachys sylvatica kommt in Europa vor.[7]
- Stachys megalodonta Hausskn. & Bornm. ex P.H.Davis: Die zwei Unterarten sind von der südöstlichen Türkei bis zum nordwestlichen Iran verbreitet.[7]
- Stachys melampyroides Hand.-Mazz.: Sie ist von der südöstlichen Türkei bis zum westlichen Iran verbreitet.[7]
- Stachys melissifolia Benth. (Syn.: Stachys emodi Hedge): Sie ist von Afghanistan und Indien über Nepal bis ins autonome Gebiet Tibet verbreitet.[1][7]
- Stachys menthifolia Vis.: Die Heimat ist die Balkanhalbinsel.[7]
- Stachys menthoides Kotschy & Boiss.: Die Heimat ist die südöstliche Türkei.[7]
- Stachys mexicana Benth. (Syn.: Stachys ciliata Douglas ex Benth., Stachys emersonii Piper, Stachys pubens (A.Gray) A.Heller): Ihr Verbreitungsgebiet reicht von Alaska bis Kalifornien.[7]
- Stachys mialhesii Noë: Die Heimat ist Algerien.[7]
- Stachys milanii Petrov ex Magnier: Das Verbreitungsgebiet reicht von Serbien bis Bulgarien.[7]
- Stachys minor (Boiss.) Akçiçek & Dirmenci (Syn.: Stachys libanotica var. minor Boiss.): Diese Sippe wurde erst 2012 zur Art erhoben. Sie kommt in der südlichen Türkei vor.[7]
- Stachys × mirabilis Rouy in G.Rouy & J.Foucaud: Diese Hybride aus Stachys germanica × Stachys palustris kommt in Europa vor.[7]
- Stachys mohinora B.L.Turner: Sie kommt nur im mexikanischen Bundesstaat Chihuahua vor.[7]
- Stachys mollissima Willd.: Sie kommt nur vom südlichen Albanien bis ins nordwestliche Griechenland vor.[7]
- Stachys moorei B.L.Turner: Sie kommt nur im mexikanischen Bundesstaat Hidalgo vor.[7]
- Stachys mouretii Batt. & Pit.: Die Heimat ist Marokko.[7]
- Stachys mucronata Sieber ex Spreng.: Sie kommt nur auf Kreta und Karpathos vor.[7]
- Stachys multicaulis Benth.: Sie ist ein Endemit des Zāgros-Gebirges im westlichen Iran.[7]
- Stachys munzurdagensis R.Bhattacharjee: Die Heimat ist die östliche und zentrale Türkei.[7]
- Stachys musili Velen.: Die Heimat ist die Arabische Halbinsel.[7]
- Stachys namazdaghensis Yıld.: Die Heimat ist die Türkei.[7]
- Stachys natalensis Hochst.: Sie ist vom südlichen tropischen bis ins südliche Afrika verbreitet.[7]
- Stachys nelsonii B.R.Keener & L.J.Davenp.: Sie wurde 2016 aus Alabama erstbeschrieben.[7]
- Stachys nemorivaga Briq.: Das Verbreitungsgebiet reicht vom südlichen Zaire bis Angola.[7]
- Stachys nepetifolia Desf.: Sie ist im nordöstlichen und zentralen Mexiko verbreitet.[7]
- Stachys nephrophylla Rech. f.: Die Heimat ist der nördliche Irak.[7]
- Stachys neurocalycina Boiss.: Das Verbreitungsgebiet reicht von Syrien bis Israel.[7]
- Stachys nigricans Benth.: Sie ist im südlichen Afrika verbreitet.[7]
- Stachys nivea Labill.: Die Heimat ist Syrien.[7]
- Stachys nubilorum Epling: Die Heimat ist Guatemala.[7]
- Stachys obliqua Waldst. & Kit.: Das Verbreitungsgebiet reicht von Südosteuropa bis zur westlichen Türkei.[7]
- Stachys oblongifolia Wall. ex Benth.: Das Verbreitungsgebiet reicht vom Himalaya bis Taiwan und Java.[7]
- Stachys obscura Boiss. & Balansa: Sie kommt nur von der südlichen Türkei bis Syrien vor.[7]
- Stachys obtusicrena Boiss.: Sie ist ein Endemit des Zāgros-Gebirges im westlichen Iran.[7]
- Stachys obtusifolia MacOwan: Sie kommt in der südafrikanischen Provinz Ostkap vor.[11]
- Stachys ochroleuca Phil.: Die Heimat ist das zentrale Chile.[7]
- Basilikum-Ziest (Stachys ocymastrum (L.) Briq., Syn.: Stachys hirta L., Sideritis ocymastrum L.): Das Verbreitungsgebiet umfasst Makaronesien und den Mittelmeerraum.[7]
- Stachys oligantha Baker: Die Heimat ist Madagaskar.[7]
- Stachys oreophila Hedge: Die Heimat ist Madagaskar.[7]
- Stachys pacifica B.L.Turner: Die Heimat ist das westliche Mexiko.[7]
- Stachys palaestina L.: Die Heimat reicht von Syrien bis Israel.[7]
- Sumpf-Ziest, Schweinsrübe (Stachys palustris L.): Er ist im gemäßigten Eurasien verbreitet[16] und kommt in Nordamerika als Neophyt vor.[1][7]
- Stachys paneiana Mouterde: Die Heimat ist der Libanon.[7]
- Stachys pannosa Phil.: Die Heimat ist das nördliche und zentrale Chile.[7]
- Stachys parolinii Vis.: Die Heimat ist Albanien und das westliche Griechenland.[7]
- Stachys parviflora Benth.: Sie wurde 1941 unter dem Namen Phlomidoschema parviflorum (Benth.) Vved. als einzige Art in die Gattung Phlomidoschema (Benth.) Vved. gestellt; dem wurde von anderen nicht gefolgt, also ist es ein Synonym. Sie ist vom nordöstlichen Iran über Afghanistan bis Pakistan, Pamir-Alai, und ins nordwestliche Indien verbreitet.[16]
- Stachys pauli Grossh.: Die Heimat ist das östliche Transkaukasien.[7]
- Stachys penanevada B.L.Turner: Die Heimat ist das nordöstliche Mexiko.[7]
- Stachys peruviana Dombey ex Benth.: Die Heimat ist Peru.[7]
- Stachys petrokosmos Rech. f.: Dieser Endemit kommt nur in der türkischen Provinz Hatay vor.[7]
- Stachys philippiana Vatke: Die Heimat ist das zentrale Chile.[7]
- Stachys pilifera Benth. (inkl. Stachys ixodes Boiss. & Hausskn.): Die zwei Unterarten kommen im Iran vor.[7]
- Stachys pilosa Nutt.: Das Verbreitungsgebiet reicht von Alaska und Kanada bis in die USA.[7]
- Stachys pilosissima M.Martens & Galeotti: Sie ist in den mexikanischen Bundesstaaten Veracruz bis Oaxaca verbreitet.[7]
- Stachys pinardii Boiss.: Die Heimat ist die südliche Türkei.[7]
- Stachys pinetorum Boiss. & Balansa: Die Heimat reicht von der südlichen Türkei bis Syrien und zum Libanon.[7]
- Stachys pittieri Briq.: Die Heimat ist Costa Rica.[7]
- Stachys plumosa Griseb.: Die zwei Unterarten kommen in Nordmazedonien, im westlichen Bulgarien und in Griechenland vor.[7]
- Stachys pringlei Greenm.: Sie kommt nur im mexikanischen Bundesstaat Hidalgo vor.[7]
- Stachys pseudobombycina Kaynak, Daşkın & Yılmaz: Die Heimat ist die südwestliche Türkei.[7]
- Stachys pseudohumifusa Sebsebe: Die drei Unterarten sind im tropischen Afrika weitverbreitet.[7]
- Stachys pseudonigricans Gürke: Das Verbreitungsgebiet reicht von Tansania bis zum südlichen tropischen Afrika.[7]
- Stachys pseudophlomis C.Y.Wu: Sie gedeiht in Bambuswäldern in Höhenlagen von etwa 800 Metern nur in den chinesischen Provinzen Hubei sowie Sichuan.[1]
- Stachys pseudopinardii R.Bhattacharjee & Hub.-Mor.: Die Heimat ist die südliche Türkei.[7]
- Stachys pumila Banks & Sol.: Die Heimat ist die südliche Türkei.[7]
- Stachys pusilla (Wedd.) Briq.: Sie im westlichen Südamerika verbreitet.[7]
- Stachys pycnantha Benth.: Die Heimat ist das westliche und zentrale Kalifornien.[7]
- Stachys pyramidalis J.K.Morton: Die Heimat ist das nördliche Nigeria.[7]
- Stachys radicans Epling: Die Heimat ist Mexiko und Kolumbien.[7]
- Stachys ramosissima Montbret & Aucher ex Benth.: Die Heimat ist die östliche Türkei.[7]
- Aufrechter Ziest (Stachys recta L.): Er ist mit etwa sieben Unterarten in Eurasien verbreitet.[7]
- Stachys rehmannii Skan: Sie kommt in der südafrikanischen Provinz Limpopo vor.[11]
- Stachys reptans Hedge: Sie ist in Madagaskar nur von zwei bis fünf Fundorten in der nördlichen Provinz Antsiranana bekannt.[13]
- Stachys reticulata Codd: Sie kommt in der südafrikanischen Provinz Mpumalanga vor.[11]
- Stachys riederi Cham.: Das Verbreitungsgebiet reicht von Sibirien bis Japan.[7]
- Stachys rigida Nutt. ex Benth.: Die zwei Unterarten sind in den westlichen USA verbreitet.[7]
- Stachys riparia A.Pool: Die Heimat ist Costa Rica.[7]
- Stachys rivularis J.M.Wood & M.S.Evans: Dieser Endemit gedeiht im montanen Grasland in Höhenlagen von etwa 1500 Metern nur in einem kleinen Gebiet in den Distrikten Mooi River sowie Lions River in der südafrikanischen Provinz KwaZulu-Natal. Er wurde zuletzt 1960 gesammelt und im kleinen Verbreitungsgebiet sind die Habitate in vielfältiger Weise bedroht.[11]
- Stachys rizeensis R.Bhattacharjee: Die Heimat ist die nordöstliche Türkei.[7]
- Stachys rosea (Desf.) Boiss.: Die Heimat ist das nordöstliche Libyen.[7]
- Stachys rothrockii A.Gray: Sie ist in den US-Bundesstaaten Utah, New Mexico und Arizona verbreitet.[7]
- Stachys rotundifolia Moc. & Sessé ex Benth.: Sie ist im zentralen und südlichen Mexiko verbreitet.[7]
- Stachys rubella Hedge: Sie ist in Madagaskar nur von zwei bis fünf Fundorten in der nördlichen Provinz Fianarantsoa bekannt.[13]
- Stachys rudatisii Skan: Sie kommt in den südafrikanischen Provinzen Ostkap sowie KwaZulu-Natal vor.[11]
- Stachys rugosa Aiton: Sie ist im südlichen Afrika verbreitet.[7]
- Stachys rupestris Montbret & Aucher ex Benth.: Das Verbreitungsgebiet reicht von der südlichen Türkei bis Syrien.[7]
- Stachys salisii Jord. & Fourr.: Die Heimat ist Italien, Korsika und Sardinien.[7]
- Stachys sanchezii Rzed. & A.García: Die Heimat ist das zentrale Mexiko.[7]
- Stachys sandersii B.L.Turner: Sie kommt nur im mexikanischen Bundesstaat San Luis Potosí vor.[7]
- Stachys saturejoides Montbret & Aucher ex Benth.: Das Verbreitungsgebiet reicht von der östlichen Türkei bis ins nördliche Syrien.[7]
- Stachys saxicola Coss. & Balansa: Die sechs Unterarten sind im nordwestlichen Afrika verbreitet.[7]
- Stachys scaberula Vatke: Die Heimat reicht von Bhutan bis Assam.[7]
- Stachys scabrida Skan: Er kommt in den südafrikanischen Provinzen Ostkap sowie Westkap vor.[11]
- Stachys schimperi Vatke: Sie ist im nordöstlichen tropische Afrika und auf der Arabischen Halbinsel verbreitet.[7]
- Stachys serbica Pancic: Sie ist auf Balkanhalbinsel verbreitet.[7]
- Stachys sericantha P.H.Davis: Die Heimat ist die südwestliche Türkei.[7]
- Stachys sericea Cav.: Die Heimat ist das zentrale Chile.[7]
- Stachys sericophylla Halácsy: Die Heimat ist das südliche Albanien.[7]
- Stachys sessilifolia E.Mey.: Sie kommt in den südafrikanischen Provinzen Ostkap sowie KwaZulu-Natal vor.[11]
- Stachys sessilis Gürke: Sie ist im südlichen Afrika verbreitet.[7]
- Stachys setifera C.A.Mey.: Die zwei Unterarten sind von der südlichen Türkei bis nach Zentralasien  verbreitet.[7]
- Stachys simplex Schltr.: Sie ist im südlichen Afrika verbreitet.[7]
- Stachys ×sintenisii Gand. = Stachys lavandulifolia × Stachys turcomanica
- Stachys sivasica Kit Tan & Yildiz: Die Heimat ist die Türkei.[7]
- Stachys sparsipilosa R.Bhattacharjee & Hub.-Mor.: Die Heimat ist die südliche Türkei.[7]
- Stachys spathulata Burch. ex Benth.: Das Verbreitungsgebiet reicht vom südlichen Simbabwe bis ins südliche Afrika.[7]
- Stachys spectabilis Choisy ex DC.: Das Verbreitungsgebiet reicht von der südlichen und östlichen Türkei bis zum Iran und bis Israel.[7]
- Stachys speluncarum Contandr. & Quézel: Die Heimat ist die Türkei.[7]
- Stachys sphaerodonta Baker: Sie soll im zentralen Madagaskar vorkommen.[7]
- Dorniger Ziest[15] (Stachys spinosa L.): Die Heimat sind die südlichen Ägäischen Inseln.[7]
- Stachys spinulosa Sm.: Das Verbreitungsgebiet reicht von Südosteuropa bis zur westlichen Türkei.[7]
- Stachys spreitzenhoferi Heldr.: Die zwei Unterarten kommen nur im südlichen Griechenland vor.[7]
- Stachys sprucei Briq.: Die Heimat ist Ecuador.[7]
- Stachys spruneri Boiss.: Sie kommt nur im südöstlichen Griechenland vor.[7]
- Stachys stebbinsii G.A.Mulligan & D.B.Munro: Sie ist vom westlichen Kalifornien bis zum nördlichen mexikanischen Baja California verbreitet.[7]
- Stachys stricta Greene: Sie kommt nur in Kalifornien vor.[7]
- Stachys strictiflora C.Y.Wu: Die zwei Varietäten gedeihen an Grashängen in Höhenlagen von 2100 bis 3400 Metern nur in der chinesischen Provinz Yunnan.[1]
- Stachys subaphylla Rech. f.: Die Heimat ist der nördliche und nordöstliche Iran.[7]
- Stachys sublobata Skan: Sie kommt nur in der südafrikanischen Provinz Westkap vor.[11]
- Stachys subnuda Montbret & Aucher ex Benth.: Die Heimat ist die östliche Türkei.[7]
- Stachys swainsonii Benth.: Die drei Unterarten kommen nur in Griechenland vor.[7]
- Wald-Ziest (Stachys sylvatica L.): Er gedeiht in gemäßigten Gebieten von Europa über Südwest- bis Zentralasien (Xinjiang, Kasachstan, Kirgisistan und Russland).[16] Er wird in einigen Gebieten der Welt angebaut.[1]
- Stachys taliensis C.Y.Wu[7] Sie gedeiht in immergrünen Wäldern in Höhenlagen von etwa 2000 Metern nur in der chinesischen Provinz Yunnan.[1]
- Stachys talyschensis Kapeller: Die Heimat ist das südöstliche Transkaukasien.[7]
- Stachys tamaulipana B.L.Turner: Sie wurde 2013 aus den mexikanischen Bundesstaaten Nuevo León sowie Tamaulipas erstbeschrieben[7]
- Stachys tenerrima Epling: Sie kommt nur im mexikanischen Baja California Sur vor.[7]
- Stachys tenuifolia Willd.: Sie ist vom östlichen Kanada bis in die USA verbreitet.[7]
- Stachys tetragona Boiss. & Heldr.: Die Heimat ist Griechenland.[7]
- Stachys thirkei K.Koch: Das Verbreitungsgebiet erstreckt sich von Südosteuropa bis zur nördlichen Türkei.[7]
- Stachys thunbergii Benth.: Sie kommt in den südafrikanischen Provinzen Ostkap sowie Westkap vor.[11]
- Stachys tibetica Vatke: Sie kommt von Pakistan über Kaschmir sowie das nordwestliche Indien bis zum westlichen Tibet vor.[7][16]
- Stachys tlaxiacana B.L.Turner: Die wurde 2013 aus Mexiko erstbeschrieben.[7]
- Stachys tmolea Boiss.: Die Heimat ist die westliche Türkei.[7]
- Stachys torresii B.L.Turner: Die Heimat ist der mexikanische Bundesstaat Oaxaca.[7]
- Stachys tournefortii Poir.: Die Heimat ist Kreta und Libyen.[7]
- Stachys trichophylla Baker: Sie kommt in Madagaskar in den Provinzen Antananarivo sowie Fianarantsoa vor.[13]
- Stachys trinervis Aitch. & Hemsl.: Das Verbreitungsgebiet reicht vom nordöstlichen Iran bis Afghanistan.[7]
- Stachys truncata Kunze ex Benth.: Sie ist im nördlichen und zentralen Chile verbreitet.[7]
- Stachys tubulosa MacOwan: Sie ist im südlichen Afrika verbreitet.[7]
- Stachys tundjeliensis Kit Tan & Sorger: Die Heimat ist die östliche Türkei.[7]
- Stachys turcomanica Trautv. (Syn.: Stachys paraplesia Rech. f.): Das Verbreitungsgebiet erstreckt sich von Turkmenistan bis zum nordöstlichen Iran.[7]
- Stachys turkestanica (Regel) Popov ex Knorring: Die Heimat ist Zentralasien.[7]
- Stachys turneri Rzed. & Calderón: Sie kommt nur im mexikanischen Bundesstaat Guanajuato vor.[7]
- Stachys tymphaea Hausskn.: Sie von Mitteleuropa bis Südosteuropa verbreitet.[7]
- Stachys tysonii Skan: Die Heimat ist das südliche Afrika.[7]
- Stachys uniflora A.Pool: Die Heimat ist Costa Rica und Panama.[7]
- Stachys urticoides Epling: Die Heimat ist Kolumbien.[7]
- Stachys venezuelana Briq.: Die Heimat ist Ecuador und das nordwestliche Venezuela.[7]
- Stachys venulosa Greene: Sie kommt nur im mexikanischen Bundesstaat Durango vor.[7]
- Stachys veroniciformis Rech. f.: Die Heimat ist der westliche Iran.[7]
- Stachys virgata Bory & Chaub.: Die Heimat ist das südliche Griechenland.[7]
- Stachys viscosa Montbret & Aucher ex Benth.: Das Verbreitungsgebiet erstreckt sich von der Türkei bis ins westliche Transkaukasien.[7]
- Stachys viticina Boiss.: Sie ist von der südlichen Türkei bis Israel verbreitet.[7]
- Stachys vulnerabilis Rzed. & Calderón: Sie ist im nordöstlichen Mexiko verbreitet.[7]
- Stachys vuralii Yıldız, Dirmenci & Akçiçek: Sie wurde 2011 aus der nordwestlichen Türkei erstbeschrieben.[7]
- Stachys willemsei Kit Tan & Hedge: Die Heimat ist die Türkei.[7]
- Stachys woronowii (Schischk. ex Grossh.) R.R.Mill: Das Verbreitungsgebiet erstreckt sich von der Türkei bis Syrien und zum westlichen Iran.[7]
- Stachys xanthantha C.Y.Wu: Sie gedeiht an gestörten Standorten in Höhenlagen von 1900 bis 2300 Metern nur in der chinesischen Provinz Sichuan.[1]
- Stachys yemenensis Hedge: Die Heimat ist die Arabische Halbinsel.[7]
- Stachys yildirimlii Dinç: Die Heimat ist die südliche Türkei.[7]
- Stachys zeyheri Skan: Sie kommt in der südafrikanischen Provinz Nordkap vor.[11]
- Stachys zoharyana Eig[7]: Die Heimat ist Palästina.[7]

Nicht mehr zu Gattung Stachys gerechnet wurde 2003:
- Stachys persepolitana Boiss.  → Lamium persepolitanum (Boiss.) Jamzad[7]
- Stachys siamensis Muschl. → Colquhounia elegans Wall. var. tenuiflora (Hook. f.) Prain[7]